# Nola (djur)
Nola är ett släkte av fjärilar som beskrevs av William Elford Leach 1815. Nola ingår i familjen trågspinnare, Nolidae.

## Dottertaxa tillNola, i alfabetisk ordning[1][2]
- Nola achromata Hampson, 1900
- Nola achromia Hampson, 1909
- Nola acutapicalis Inoue, 1998
- Nola acutula Püngeler, 1902
- Nola adelpha Fletcher, 1958
- Nola aegyptiaca Snellen, 1875
- Nola aenictis Meyrick, 1888
- Nola aerugula (Hübner, 1793), Vitpucklig trågspinnare
  - Nola aerugula atomosa Bremer, 1861
- Nola aeschyntela Dyar, 1914
- Nola albalis Walker, 1865
- Nola albescens Bethune-Baker, 1908
- Nola albifurca Hampson, 1914
- Nola albirufa Schaus, 1905
- Nola alteroscota de Toulgoët, 1982
- Nola ameleta Wileman & West, 1928
- Nola amorpha Turner, 1944
- Nola analis Wileman & West, 1928
- Nola ancipitalis Herrich-Schäffer, 1847
- Nola angola Bethune-Baker, 1911
- Nola angulata Moore, 1888
- Nola angustipennis Inoue, 1982
- Nola anisogona Lower, 1843
- Nola anpingicola Strand, 1917
- Nola antennata Butler, 1878
- Nola apera Druce, 1897
- Nola appelia Hampson, 1900
- Nola arana Schaus, 1896
- Nola arcanalis de Toulgoët, 1961
- Nola argentea Lucas, 1890
- Nola argyraspis Draudt, 1918
- Nola argyrolepis Hampson, 1907
- Nola aroa Bethune-Baker, 1904
- Nola artata Schaus, 1912
- Nola astigma Hampson, 1894
- Nola atmophanes Turner, 1944
- Nola atrocincta Inoue, 1998
- Nola atypica Dyar, 1914
- Nola aulacota Meyrick, 1886
- Nola bananae Holland, 1930
- Nola baracoa Schaus, 1921
- Nola basifusca Bethune-Baker, 1904
- Nola basirufa de Joannis, 1928
- Nola basisignata Inoue, 1991
- Nola bathycyrta Turner, 1944
- Nola belotypa Hampson, 1914
- Nola benguetensis Wileman & South, 1916
- Nola berbertonensis van Son, 1933
- Nola biangulata de Toulgoët, 1954
- Nola bicincta Hampson, 1905
- Nola biconica Hampson, 1907
- Nola biconigera Draudt, 1918
- Nola bicrenuscula Dyar
- Nola bifascialis (Walker)
- Nola bifiliferata Walker, 1862
- Nola bifuscatalis de Toulgoët, 1982
- Nola biguttalis Walker, 1866
- Nola bilineata Reich, 1936
- Nola bilineatalis de Toulgoët, 1961
- Nola bilineola Rothschild, 1916
- Nola bistriga Möschler, 1890
- Nola biumbrata Schaus, 1912
- Nola brachystria Hampson, 1905
- Nola breyeri Köhler
- Nola brunneifera Dyar, 1914
- Nola bryophiloides Butler, 1882
- Nola caelata Draudt, 1919
- Nola calcicola Holloway, 2003
- Nola callis van Eecke, 1920
- Nola canescens Draudt, 1918
- Nola canioralis (Walker, 1863)
- Nola carilla Schaus, 1911
- Nola caruscula Dyar, 1922
- Nola castigata Dognin
- Nola causta Hampson, 1900
- Nola celaenephes Turner, 1944
- Nola ceramota Turner, 1944
- Nola cereella Bosc
- Nola cernitis Druce, 1897
- Nola cerraunias Turner, 1899
- Nola ceylonica Hampson, 1893
- Nola chauna Dyar, 1914
- Nola chionaecesis Hampson, 1914
- Nola chionea Hampson, 1911
- Nola chlamitulalis (Hübner, 1813)
- Nola cicatricalis (Treitschke, 1835)
- Nola cilicoides Grote, 1873
- Nola cingalesa Moore, 1882
- Nola clarkiana Dyar, 1916
- Nola classeyi Holloway, 2003
- Nola clethrae Dyar, 1899
- Nola coelobathra Turner, 1944
- Nola cogia Schaus, 1921
- Nola concinna Hampson, 1918
- Nola concinnula Walker, 1863
- Nola confusalis (Herrich-Schäffer, 1847), Brunpucklig trågspinnare
  - Nola confusalis fumosensis (Daniel, 1957)
- Nola conspicillaris Fletcher, 1962
- Nola contorta Dyar, 1914
- Nola convexalis de Toulgoët, 1961
  - Nola convexalis griveaudalis de Toulgoët, 1961
- Nola coremata Holloway, 2003
- Nola costiplagiata Hampson, 1918
- Nola costisquamosa de Toulgoët, 1954
- Nola coticula van Eecke, 1920
- Nola crambiformis Rebel, 1902
- Nola cramboidalis de Toulgoët, 1982
- Nola cretacea (Hampson, 1901)
- Nola cristatula (Hübner, 1793)
- Nola cristicostata Rothschild, 1916
- Nola crucigera Turner, 1944
- Nola cubensis Schaus, 1921
- Nola cucullatella (Linnaeus, 1758), Gråpucklig trågspinnare
- Nola curvilinea Wileman & South, 1919
- Nola cycota Meyrick, 1886
- Nola cymatias Turner, 1944
- Nola decaryi de Toulgoët, 1955
- Nola decepta Schaus, 1911
- Nola defreina László, Ronkay & Witt, 2010
- Nola deglupta Draudt, 1918
- Nola delograpta Turner, 1944
- Nola dentilinea Hampson, 1909
- Nola diagona Hampson, 1911
- Nola diastropha Turner, 1944
- Nola dilutalis de Toulgoët, 1961
- Nola dimera Dognin, 1912
- Nola diplogramma Hampson, 1916
- Nola diplozona Hampson, 1914
- Nola discisignata Hampson, 1896
- Nola disticta Hampson, 1900
- Nola divisa Schaus, 1896
- Nola divisoides Schaus, 1905
- Nola dochmographa Fletcher, 1958
- Nola doggeensis Strand, 1920
- Nola dognini Rothschild, 1916
- Nola drepanucha Fletcher, 1958
- Nola dresnayi (Warnecke, 1946)
- Nola duercki Zerny, 1935
- Nola duplicilinea (Hampson, 1900)
- Nola ebatoi Inoue, 1970
- Nola effusa Draudt, 1918
- Nola elaphra Turner, 1944
- Nola elaphropasta Turner, 1944
- Nola elegans Inoue, 1991
- Nola elsa Schaus, 1921
- Nola emi Inoue, 1956
- Nola emissa Dyar, 1915
- Nola encausta Hampson, 1900
- Nola endoscota Hampson, 1914
- Nola endotherma (Hampson, 1918)
- Nola enphaca Hampson, 1901
- Nola epicentra Meyrick, 1886
- Nola erythrinalis de Toulgoët, 1961
- Nola erythrostigmata Hampson, 1894
- Nola estonica Õunap, 2021, Sandtrågspinnare[3]
- Nola eucolpa Turner, 1944
- Nola eucompsa Turner, 1944
- Nola eugrapha Hampson, 1914
- Nola eupithecialis Debauche, 1942
- Nola euraphes Turner, 1944
- Nola eurrhyncha Turner, 1944
- Nola eurylopha Turner, 1944
- Nola eurypennis Dyar
- Nola euryzonata (Hampson, 1900)
- Nola exelsior Draudt, 1918
- Nola extusata Dyar
- Nola exumbrata Inoue, 1976
- Nola faircloughi Holloway, 2003
- Nola fasciata (Walker, 1866)
- Nola fenula van Eecke
- Nola fijiensis Robinson
- Nola fischeri Holloway, 2003
- Nola flavescens Dyar, 1914
- Nola flaviciliata Hampson, 1901
- Nola flaviscapula Draudt, 1918
- Nola flavomarginata Rothschild, 1916
- Nola folgona Schaus, 1921
- Nola foliola van Eecke, 1926
- Nola formosalesa Wileman & West, 1928
- Nola fortulalis van Eecke
- Nola fovifera Hampson, 1903
- Nola fovifera Hampson, 1911
- Nola fraterna (Moore, 1888)
- Nola funasta Inoue, 1991
- Nola funebralis de Toulgoët, 1961
- Nola funesta Inoue, 1991
- Nola furvitincta Hampson, 1914
- Nola fuscantea van Eecke, 1920
- Nola fuscata Wileman & West, 1928
- Nola fuscibasis Bethune-Baker, 1904
- Nola fuscimarginalis Wileman, 1914
- Nola geminata Mabille, 1900
- Nola gibeauxi de Toulgoët, 1982
- Nola godalma Draudt, 1918
- Nola goniphora Turner, 1944
- Nola gorgoruensis Strand, 1920
- Nola grisea Reich, 1933
- Nola grisea Hampson, 1914
- Nola grisealis Swinhoe, 1895
- Nola grisescens Bethune-Baker, 1907
- Nola habrophyes Dyar, 1914
- Nola harouni (Wiltshire, 1951)
  - Nola harouni dilmuna Wiltshire, 1961
- Nola helpsi Holloway, 2003
- Nola hemizona Hampson, 1911
- Nola herbuloti de Toulgoët, 1982
- Nola herbuloti de Toulgoët, 1976
- Nola hermana Schaus, 1896
- Nola hesycha Meyrick, 1888
- Nola heteroscota de Toulgoët, 1954
- Nola hiranoi Inoue, 1991
- Nola holoscota Hampson, 1919
- Nola holsatica Sauber, 1916, Dyntrågspinnare
- Nola hyalospila Hampson, 1914
- Nola hypenoides Talbot, 1929
- Nola hypopecta Dyar, 1914
- Nola illaudata Fletcher, 1958
- Nola imitata van Son, 1933
- Nola impudica Christoph, 1893
- Nola incana Saalmüller, 1884
- Nola incertalis de Toulgoët, 1982
- Nola inconspicua Alphéraky, 1882
- Nola ineffectalis Walker, 1864
- Nola inexpectalis de Toulgoët, 1961
- Nola infralba Inoue, 1976
- Nola infranigra Inoue, 1976
- Nola infumatalis de Toulgoët, 1982
- Nola infuscata Hampson, 1903
- Nola infuscatalis de Toulgoët, 1961
- Nola inga Schaus, 1922
- Nola innocua Butler, 1880
- Nola insolitalis de Toulgoët, 1982
- Nola insularum Collenette, 1929
- Nola integralis de Toulgoët, 1982
- Nola intermedia Druce, 1895
- Nola internella (Walker, 1865)
- Nola internelloides van Eecke
- Nola interrupta Rothschild, 1916
- Nola interrupta Pagenstecher, 1884
- Nola involuta Dyar, 1898
- Nola irenica Meyrick, 1886
- Nola iridescens van Son
- Nola irrorata Rothschild, 1916
- Nola izuensis Inoue, 1961
- Nola japonibia Strand, 1920
- Nola jarvisi Holloway, 2003
- Nola joanna Schaus, 1921
- Nola jourdani Legrand, 1965
- Nola kanshireiensis Wileman & South, 1916
- Nola karelica Tengström, 1869, Gungflytrågspinnare
- Nola kennedyi Fletcher, 1858
  - Nola kennedyi minorata Fletcher, 1958
- Nola kiflisigna László, Ronkay & Witt, 2010
- Nola komaii Inoue, 2001
- Nola kreuteli Vartian, 1963
- Nola kruegeri Turati, 1911
- Nola lactaria Graeser, 1892
- Nola lagunculariae Dyar, 1901
- Nola lechriopa Hampson, 1914
- Nola lechriotropa Turner, 1944
- Nola leucalea Hampson, 1909
- Nola leucogramma Dognin, 1912
- Nola leucographa Fletcher, 1958
- Nola leucolopha Turner, 1944
- Nola leucoma Meyrick, 1886
- Nola leucomelas de Toulgoët, 1953
- Nola leucoscopula Hampson, 1907
- Nola leucostola Hampson, 1900
- Nola lichenosa Robinson, 1975
- Nola limona Schaus, 1921
- Nola lindemannae Fletcher, 1962
- Nola longicosta Oh, 2001
- Nola loxoleuca Fletcher, 1958
- Nola lucia van Son, 1933
- Nola lucidalis (Walker, 1865)
- Nola lutulenta Wileman & West, 1928
- Nola luzonalesa Wileman & West, 1928
- Nola maculifera Turner, 1944
- Nola maia Schaus, 1912
- Nola malgassica Kenrick, 1917
- Nola marginata Hampson, 1895
- Nola maria Schaus, 1921
- Nola marojejy de Toulgoët, 1982
- Nola marshallae Holloway, 2003
- Nola martialis Oh, 2001
- Nola medialis de Toulgoët, 1961
- Nola mediofascia Inoue, 1988
- Nola mediofracta de Toulgoët, 1954
- Nola mediolinealis de Toulgoët, 1961
- Nola mediolineata László, Ronkay & Witt, 2010
- Nola medioscripta Schaus, 1899
- Nola mediozona Dognin, 1899
- Nola melaleuca Hampson, 1901
- Nola melalopha Hampson, 1900
- Nola melanchysis Hampson, 1900
- Nola melanocosta Inoue, 1961
- Nola melanogramma Hampson, 1900
- Nola melanoscelis Hampson, 1914
- Nola melanosticta Hampson, 1914
- Nola meridionalis Wallengren, 1876
- Nola mesocyma Dognin, 1912
- Nola mesographa Schaus, 1905
- Nola mesomelana (Hampson, 1900)
- Nola mesonephele Hampson, 1914
- Nola mesoscota Hampson, 1909
- Nola mesotherma (Hampson, 1909)
- Nola metaleuca Hampson, 1900
- Nola micans Hampson, 1900
- Nola microlopha Hampson, 1900
- Nola micropecta Dyar, 1914
- Nola microphila Turner, 1899
- Nola milletes Dyar, 1914
- Nola millotalis de Toulgoët, 1965
- Nola minna Butler, 1881
- Nola minutalis Leech
- Nola modestalis de Toulgoët, 1961
- Nola monofascia van Son, 1933
- Nola monozona Lower, 1897
- Nola monticola Roepke, 1948
- Nola nami Inoue, 1956
- Nola nanula de Toulgoët, 1954
- Nola nayongensis Chen, Zhang & Hu, 2022
- Nola nebulosa Rothschild, 1916
- Nola neglecta Inoue, 1991
- Nola negrita Hampson, 1894
- Nola negrosensis Wileman & West, 1929
- Nola nepalpumila Inoue, 1998
- Nola nephelepasa Dyar, 1914
- Nola nepheloleuca Hampson
- Nola nephodes (Hampson, 1914)
- Nola nichinoku Inoue, 1998
- Nola nigrisparsa Hampson, 1896
- Nola nigrobasalis Rothschild, 1916
- Nola nigrolineata van Eecke
- Nola nigromaculata Nagano, 1918
- Nola nigromixtalis de Toulgoët, 1961
- Nola nigroradiata Debauche, 1942
- Nola nimbimargo Dyar, 1914
- Nola niphostena Lower, 1896
- Nola nivatalis de Toulgoët, 1965
- Nola niveibasis Jones, 1914
- Nola niveicosta Schaus, 1905
- Nola nudalis de Toulgoët, 1961
- Nola obliqua Bethune-Baker, 1908
- Nola obliquata Barnes & McDunnough, 1913
- Nola obliquilinealis de Toulgoët, 1972
- Nola oblita Wileman & West, 1929
- Nola ochrographa Hampson, 1907
- Nola ochrolopha (Hampson, 1911)
- Nola ochrosticha Turner, 1944
- Nola okanoi Inoue, 1958
- Nola oleaginalis de Toulgoët, 1972
- Nola omphalota Hampson, 1903
- Nola opalina (Walker, 1862)
- Nola ovilla Grote, 1875
- Nola owgarra Bethune-Baker, 1908
- Nola pallidiceps Hampson, 1901
- Nola palpalis de Toulgoët, 1961
- Nola panthera Schaus, 1896
- Nola parallacta Meyrick, 1886
- Nola parana Schaus, 1921
- Nola paromoea Meyrick, 1886
- Nola paroxynta Meyrick, 1886
- Nola partitalis Walker, 1865
- Nola parvitis Howes, 1917
- Nola parvula Oh, 2001
- Nola parwana Ebert, 1973
- Nola pascua Swinhoe, 1885
- Nola patina Druce, 1885
- Nola patricia van Son, 1933
- Nola pauai Wileman & West, 1928
- Nola paulianalis de Toulgoët, 1961
- Nola pecta Dyar, 1914
- Nola pedanta Dyar, 1912
- Nola pedata Fletcher, 1962
- Nola peguense (Hampson, 1894)
- Nola perangulata Hampson, 1900
- Nola perfusca Hampson, 1911
- Nola perluta Draudt
- Nola pernitens Schaus, 1911
- Nola phaea Hampson, 1900
- Nola phaeocraspis Hampson, 1909
- Nola phaeogramma Turner, 1944
- Nola phaotermina Hampson, 1918
- Nola phloeophila Hampson, 1914
- Nola pictalis de Toulgoët, 1982
- Nola picturata Mabille, 1899
- Nola picurka László, Ronkay & Witt, 2010
- Nola pinratana László, Ronkay & Witt, 2010
- Nola placens Schaus, 1911
- Nola plagioschema Turner, 1939
- Nola platygona Lower, 1897
- Nola pleurochorda Turner, 1944
- Nola pleurosema Turner, 1944
- Nola plumatella Druce, 1885
- Nola poecila Wileman & West, 1928
- Nola polia Hampson, 1900
- Nola poliophasma Turner, 1933
- Nola poliophasma Fletcher, 1958
- Nola poliotis Hampson, 1907
- Nola polychroma de Toulgoët, 1956
- Nola polyodonta Schaus, 1905
- Nola porrigens Walker, 1858
- Nola pothina Turner, 1944
- Nola praefica Saalmüller, 1884
- Nola promelaena Hampson, 1914
- Nola prothyma Dyar, 1914
- Nola pseudendotherma László, Ronkay & Ronkay, 2014
- Nola pseudermana Dyar, 1918
- Nola pseudomajor de Toulgoët, 1965
- Nola pulverea Hampson, 1900
- Nola pulverea Dognin, 1912
- Nola pumila Snellen, 1875
- Nola punctilinea Draudt, 1918
- Nola punctilineata Hampson, 1896
- Nola punctivena Wileman, 1916
- Nola pura Fletcher, 1957
- Nola pustulata Walker, 1865
- Nola pycnographa Turner, 1944
- Nola pycnopasta Turner, 1944
- Nola pygmaea Hampson, 1900
- Nola pygmaea Hampson, 1912
- Nola pygmaeodes Turner, 1944
- Nola pyralidoides Reich, 1933
- Nola quadriguttula Inoue, 2000
- Nola quilimanensis Strand, 1920
- Nola quintessa Dyar, 1914
- Nola ralphia Schaus, 1921
- Nola ralumensis Strand, 1920
- Nola recedens Schaus, 1921
- Nola recurvata Dognin, 1914
- Nola robusta Wileman & West, 1928
- Nola rodea Schaus, 1896
- Nola ronkayorum Beshkov, 2006
- Nola rotundalis de Toulgoët, 1982
- Nola rubescens Schaus, 1921
- Nola rubiginealis de Toulgoët, 1961
- Nola rufa Hampson, 1900
- Nola rufescens Dognin, 1893
- Nola rufimixta Hampson, 1909
- Nola rufizonalis Hampson, 1918
- Nola rufomixtalis de Toulgoët, 1961
- Nola saalmuelleri de Toulgoët, 1961
- Nola sabulosa Schaus, 1911
- Nola sakishimana Inoue, 2001
- Nola samoana Hampson, 1914
- Nola santamaria Schaus, 1921
- Nola scabralis Walker, 1865
- Nola scriptrix van Eecke
- Nola scruposa Draudt, 1918
- Nola semiconfusa Inoue, 1976
- Nola semicrema Draudt, 1918
- Nola semidolosa (Walker, 1863)
- Nola semirufa Dognin, 1914
- Nola semograpta Meyrick, 1886
- Nola serrativalva László, Ronkay & Witt, 2010
- Nola sertalis de Toulgoët, 1982
- Nola shakishimana Inoue, 2001
- Nola shin Inoue, 1982
- Nola sikkima (Moore, 1888)
- Nola silvicola Shchetkin, 1957
- Nola sindhulica Inoue, 1998
- Nola sinuata Forbes, 1930
- Nola socotrensis Hampson, 1902
- Nola sogalis de Toulgoët, 1965
- Nola solvita Schaus, 1896
- Nola sorghiella Riley
- Nola sperata Schaus, 1912
- Nola spermophaga Fletcher, 1962
- Nola sphaerospila Turner, 1944
- Nola spinivesica Holloway, 2003
- Nola squalida Staudinger, 1870
- Nola steniphona van Son, 1933
- Nola stictigramma Dognin, 1912
- Nola stigmatica Reich, 1936
- Nola stilbina Draudt, 1918
- Nola streptographia Hampson, 1900
- Nola stshetkini Degtyareva, 1981
- Nola subchlamydula Staudinger, 1870
- Nola subgigas Inoue, 1982
- Nola suffusa Hampson, 1900
- Nola sumatrana Roepke, 1948
- Nola swierstrai van Son, 1933
- Nola sylpha Dyar, 1914
- Nola synethes Fletcher, 1958
- Nola taeniata Snellen, 1875
- Nola tarrawayi Holloway, 2003
- Nola tarzanae Legrand, 1965
- Nola tenella Hulst
- Nola terulosa Druce, 1885
- Nola tessalalis de Toulgoët, 1982
- Nola tetralopha Turner, 1944
- Nola tetrodon de Joannis, 1928
- Nola tholera Turner, 1926
- Nola thymula Millière, 1868
- Nola thyrophora (Hampson, 1914)
- Nola tigranula Püngeler, 1902
- Nola tincta Wileman & South, 1919
- Nola tineoides Walker, 1857
- Nola tornotis Meyrick, 1887
- Nola townsendi Tams, 1937
- Nola transitoria van Son, 1933
- Nola transversata Robinson
  - Nola transversata adamsi Holloway, 1977
- Nola transwallacea Holloway, 2003
- Nola triangulalis de Toulgoët, 1961
- Nola trias Schaus, 1921
- Nola triparallellinea van Eecke, 1920
- Nola triplaga Dognin, 1914
- Nola tripuncta Wileman, 1910
- Nola triquetrana Fitch, 1856
- Nola trocha Dognin, 1897
- Nola tuberculana Bosc, 1791
- Nola tumulifera Hampson, 1893
- Nola turbana Schaus, 1921
- Nola tutulella Zerny, 1927
- Nola ucdiya Wiltshire, 1990
- Nola umbrata (Wileman, 1916)
- Nola umetsui Sasaki, 1993
- Nola undulata Fletcher, 1962
- Nola unilinea Schaus, 1911
- Nola venosalis de Toulgoët, 1953
- Nola venustula de Toulgoët, 1954
- Nola vepallida Turner, 1944
- Nola vernalis Lower, 1900
- Nola versicolora Dognin
- Nola vicina Roepke, 1948
- Nola vidoti Legrand, 1965
- Nola viettealis de Toulgoët, 1982
- Nola vieui de Toulgoët, 1961
- Nola wernerthomasi László, Ronkay & Witt, 2010
- Nola yegua Schaus, 1921
- Nola yoshinensis Wileman & West, 1929
- Nola zaplethes Hampson, 1914
- Nola zeteci Dyar, 1914

## Bildgalleri

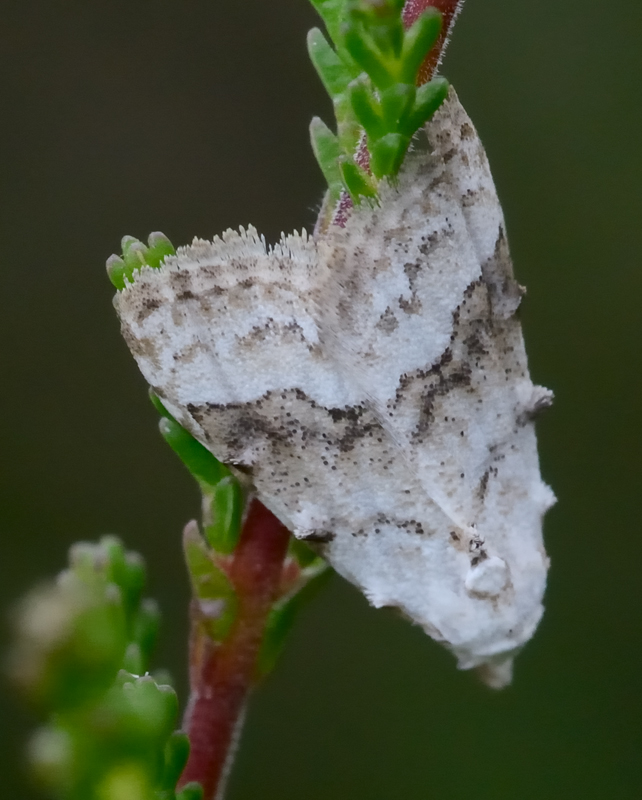
Vitpucklig trågspinnare, Nola aerugula
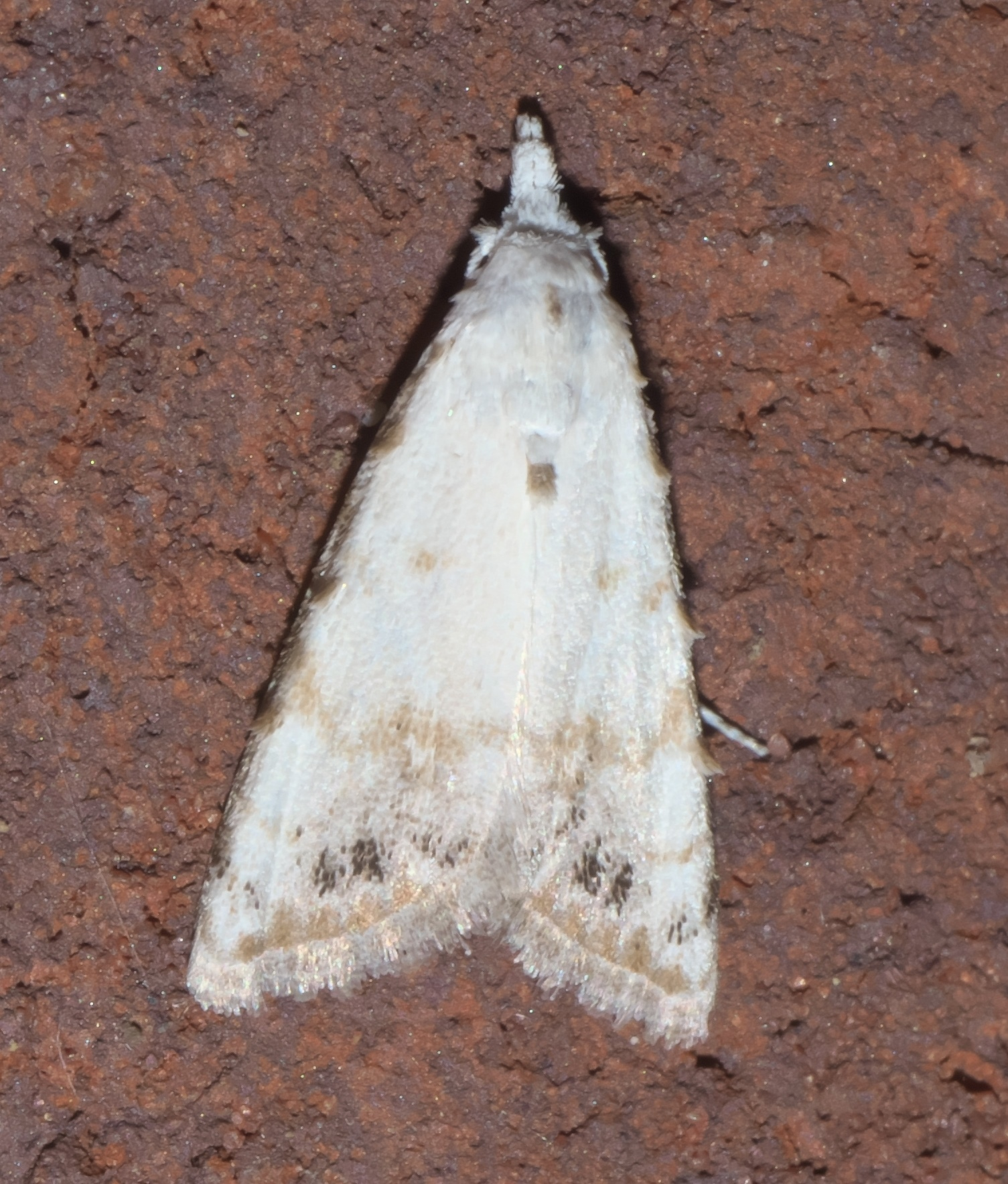
Nola cereella
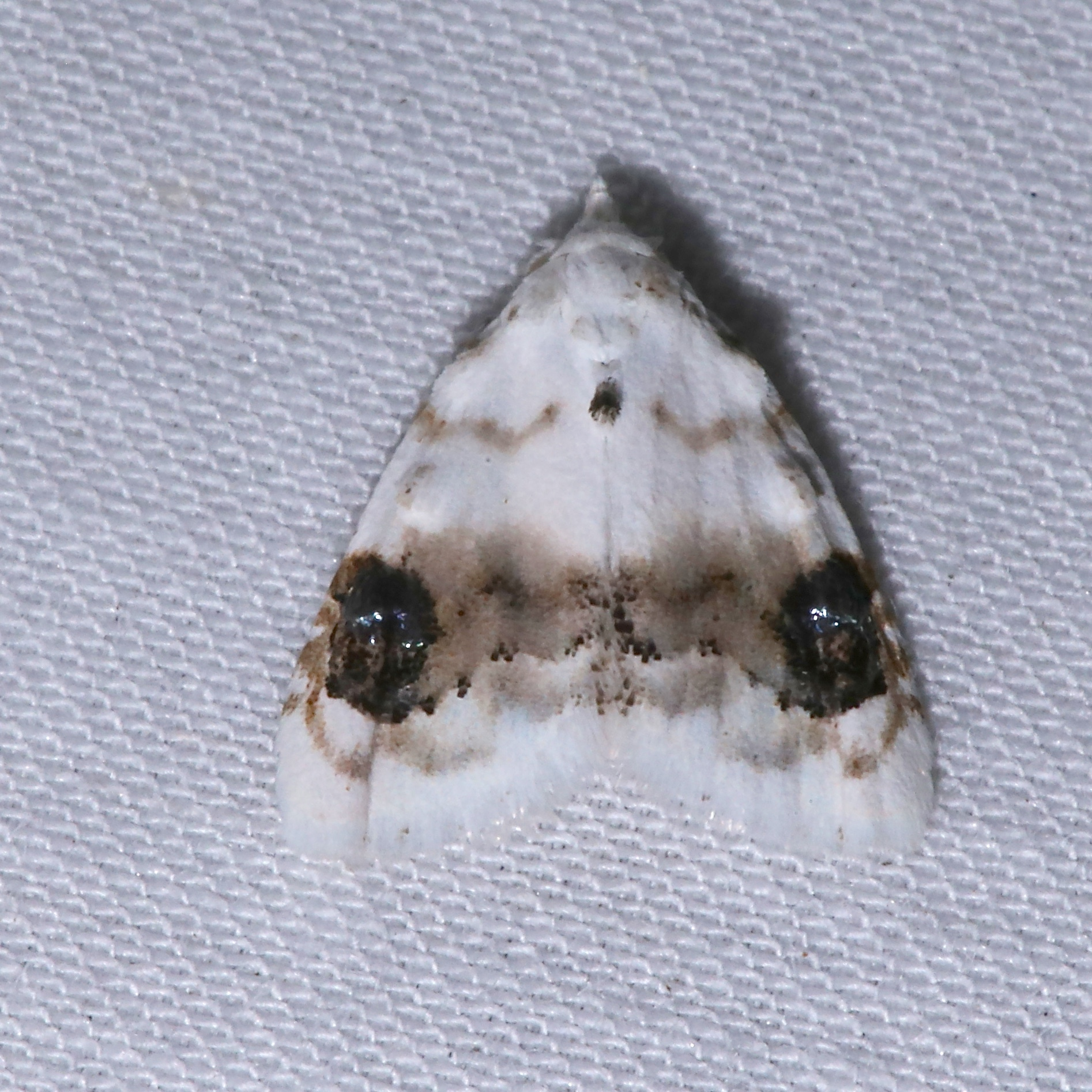
Nola cilicoides
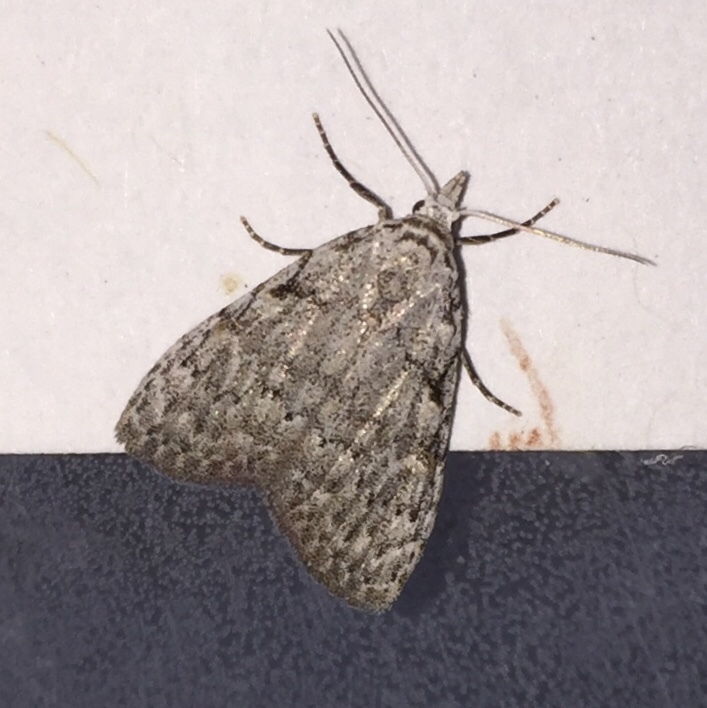
Nola clethrae
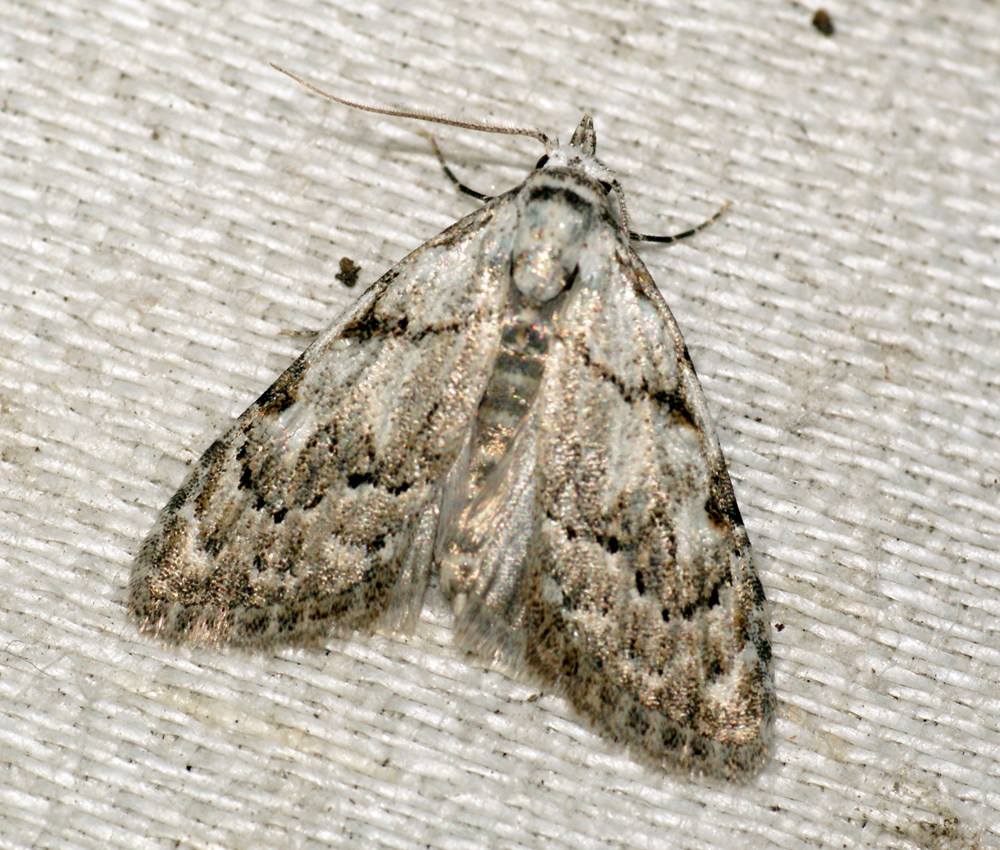
Brunpucklig trågspinnare, Nola confusalis
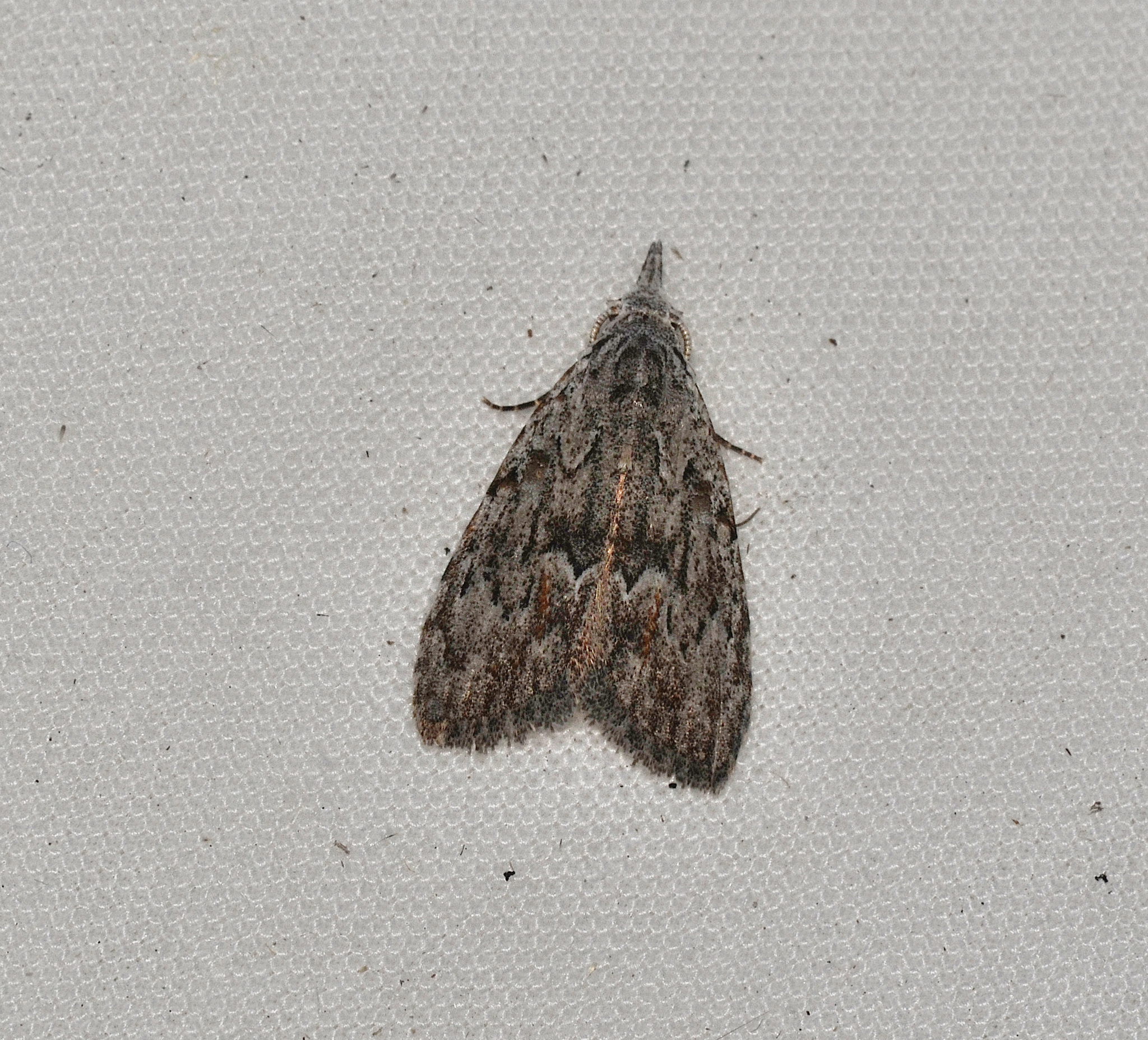
Nola crucigera
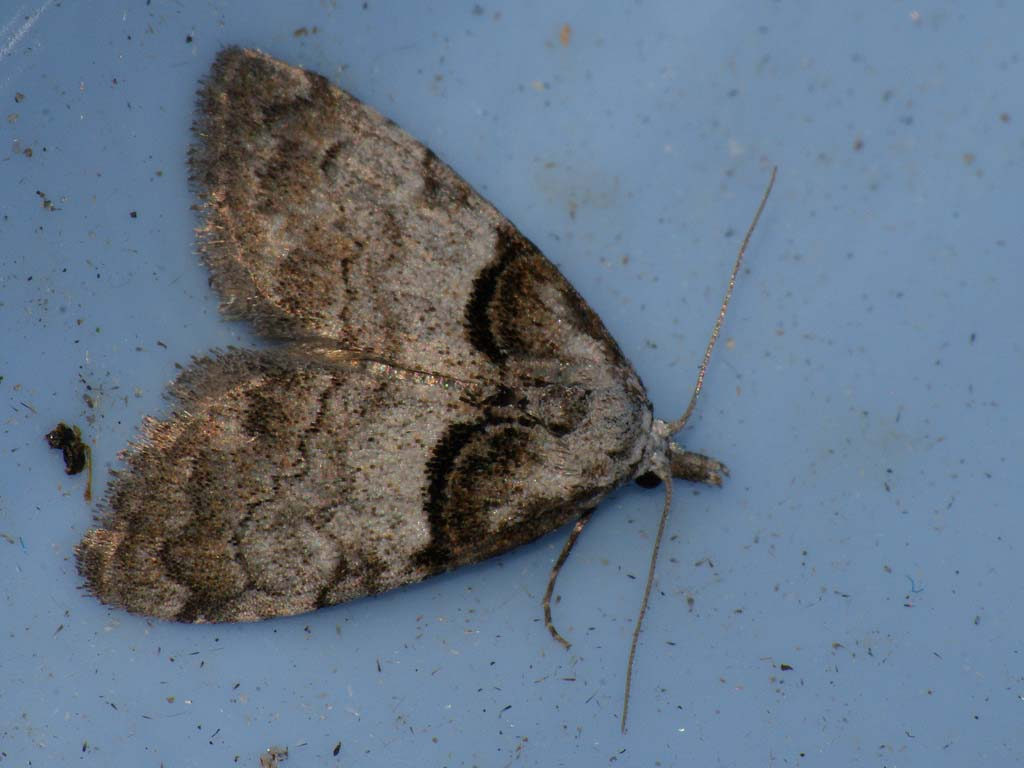
Gråpucklig trågspinnare, Nola cucullatella
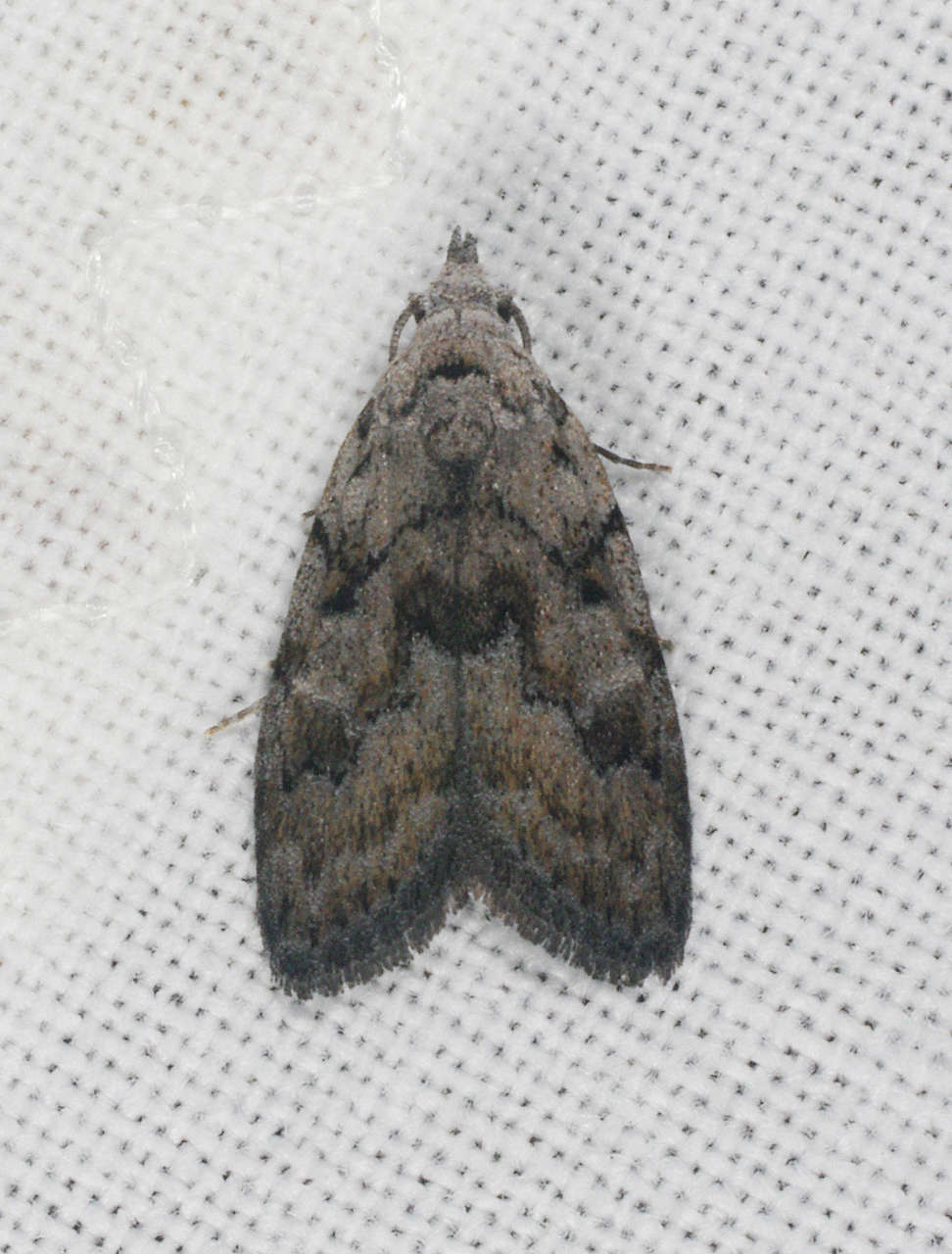
Nola cycota
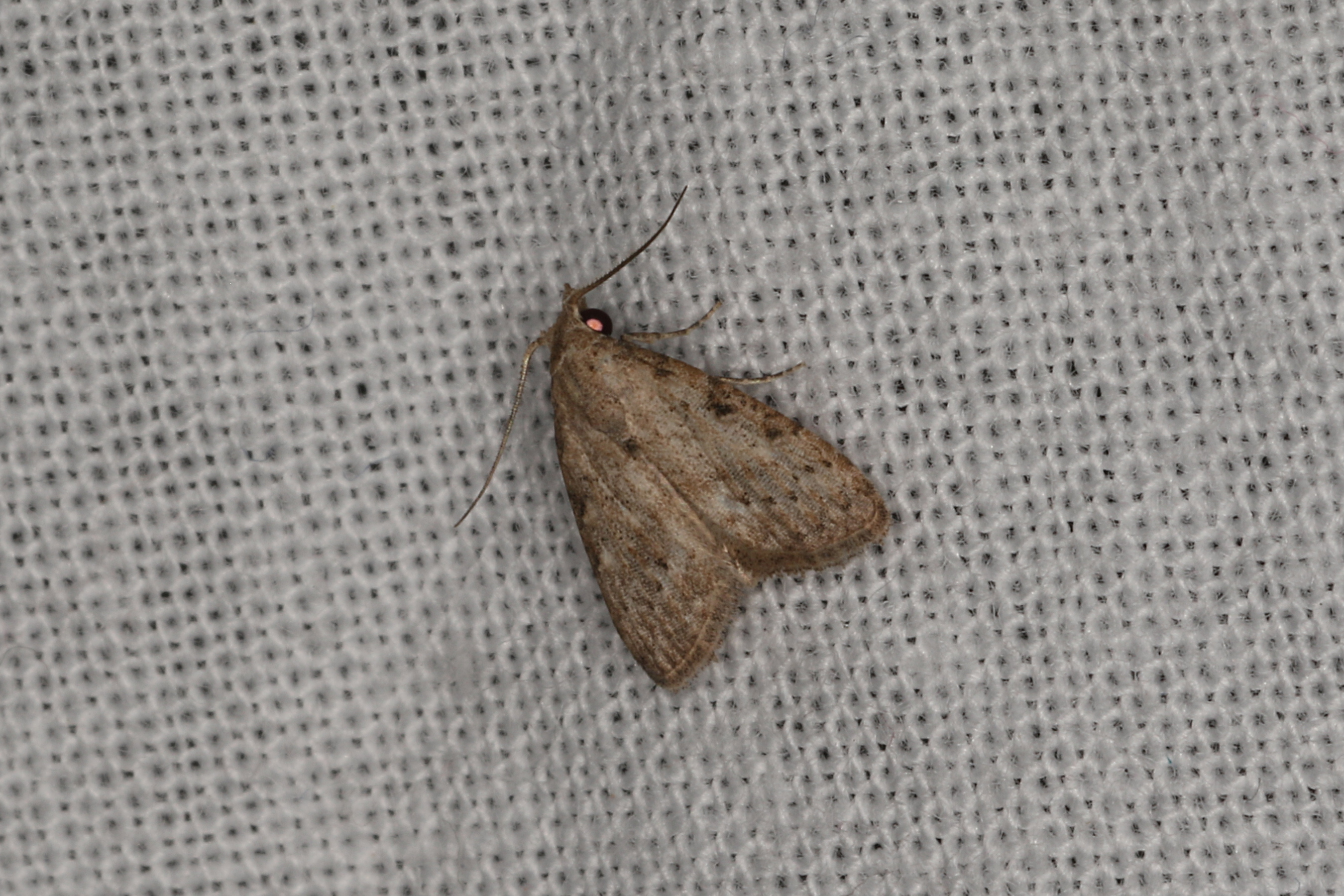
Nola squalida
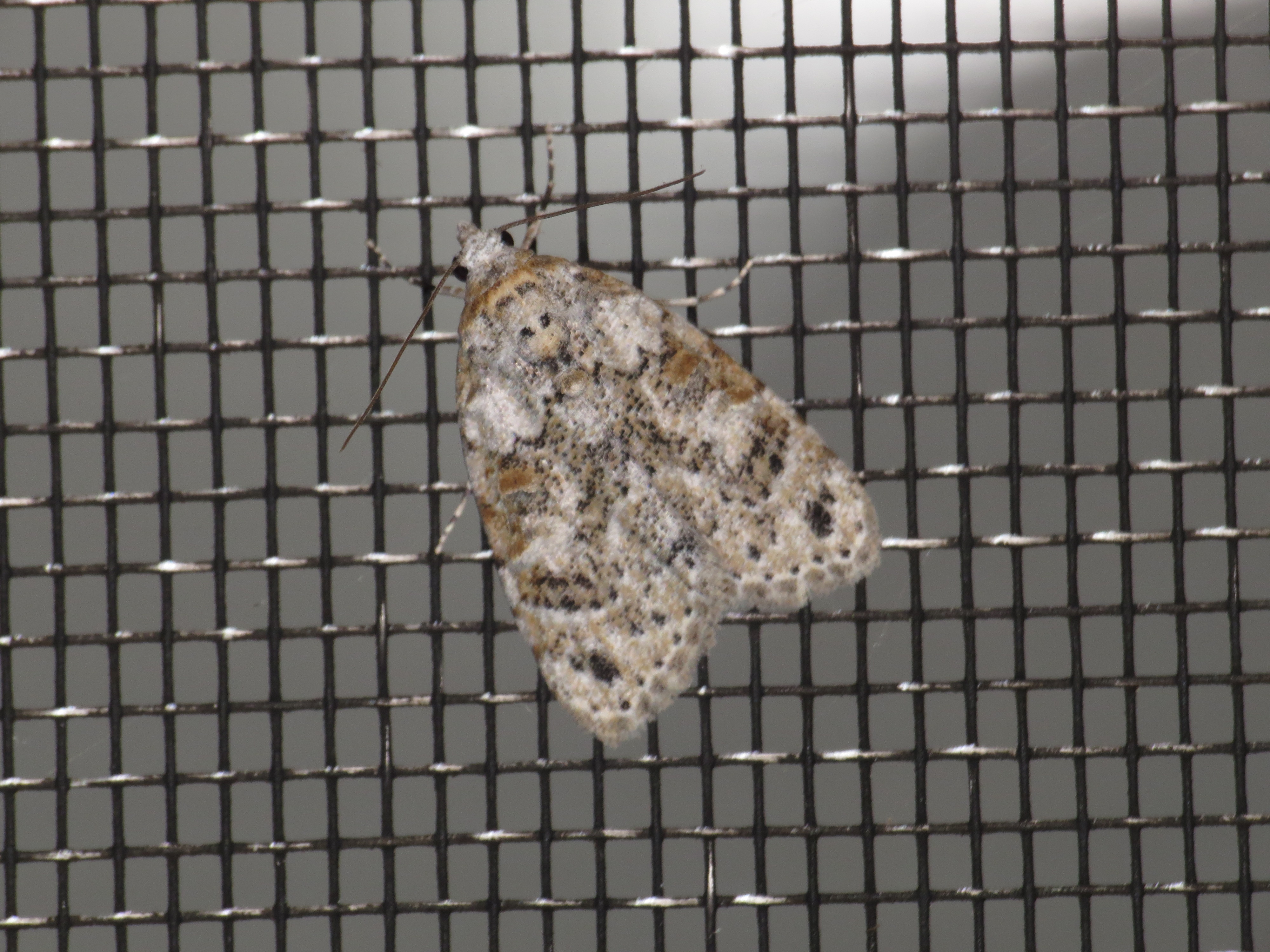
Nola epicentra
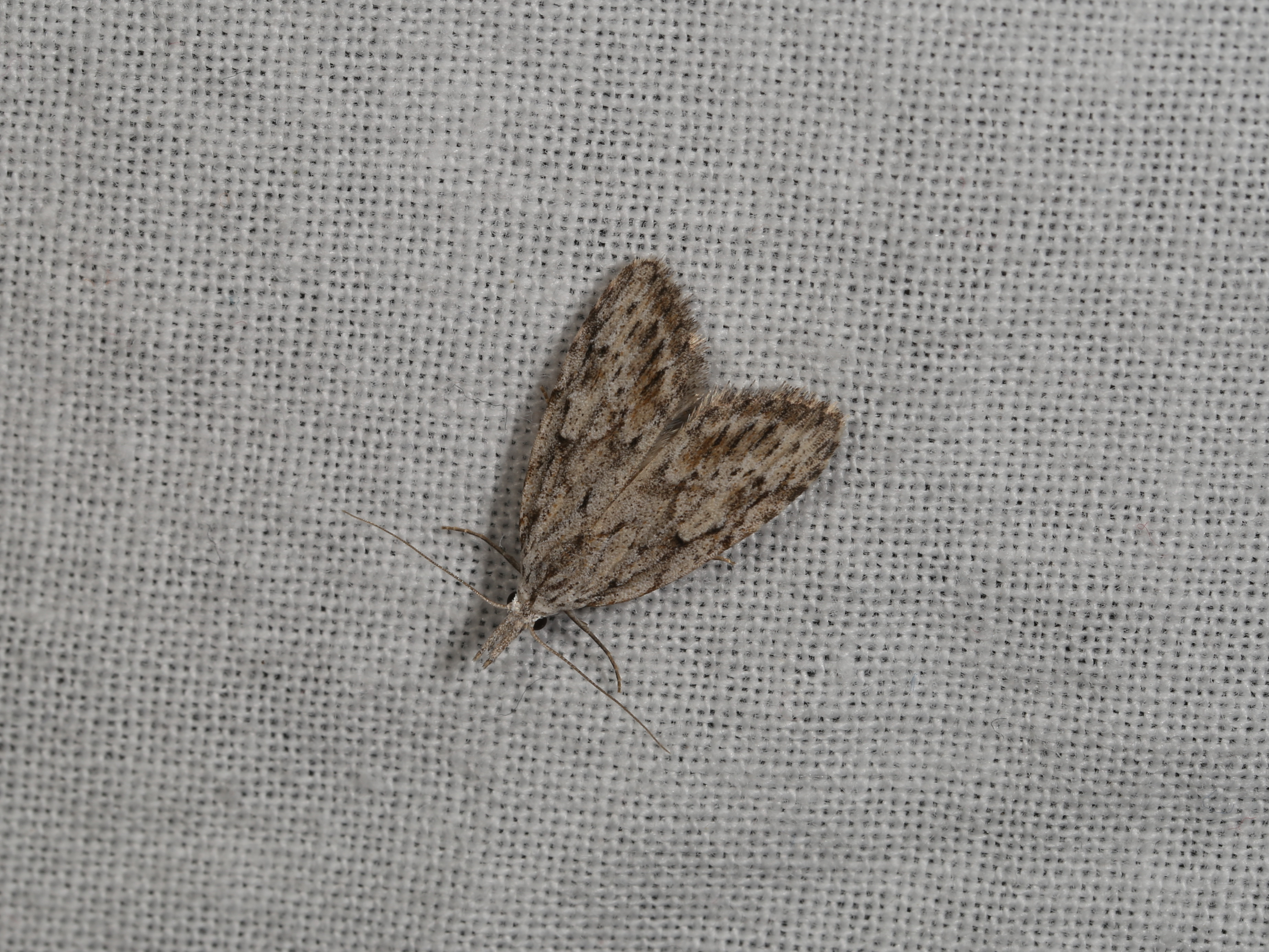
Nola eucolpa
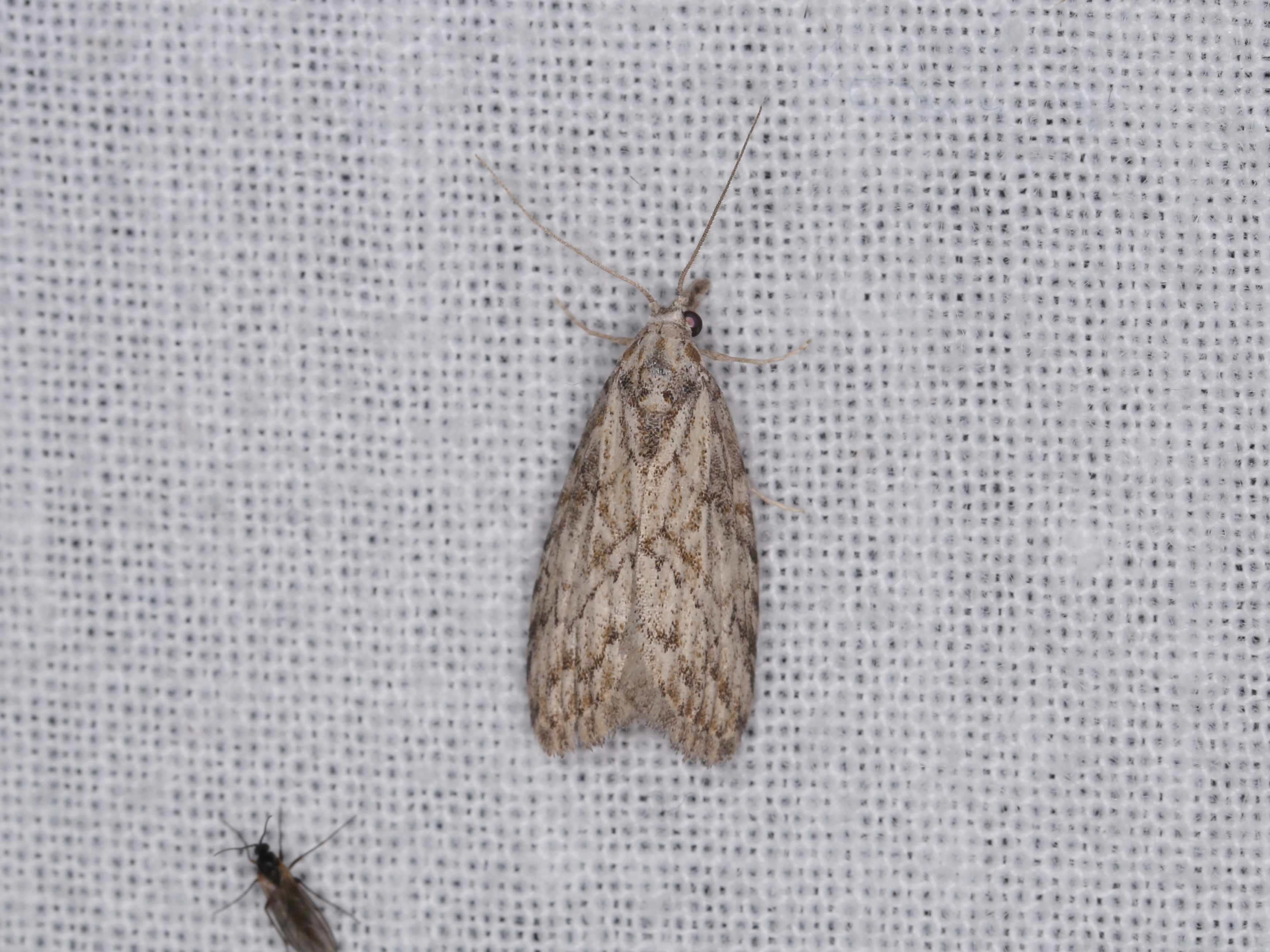
Nola eurrhyncha
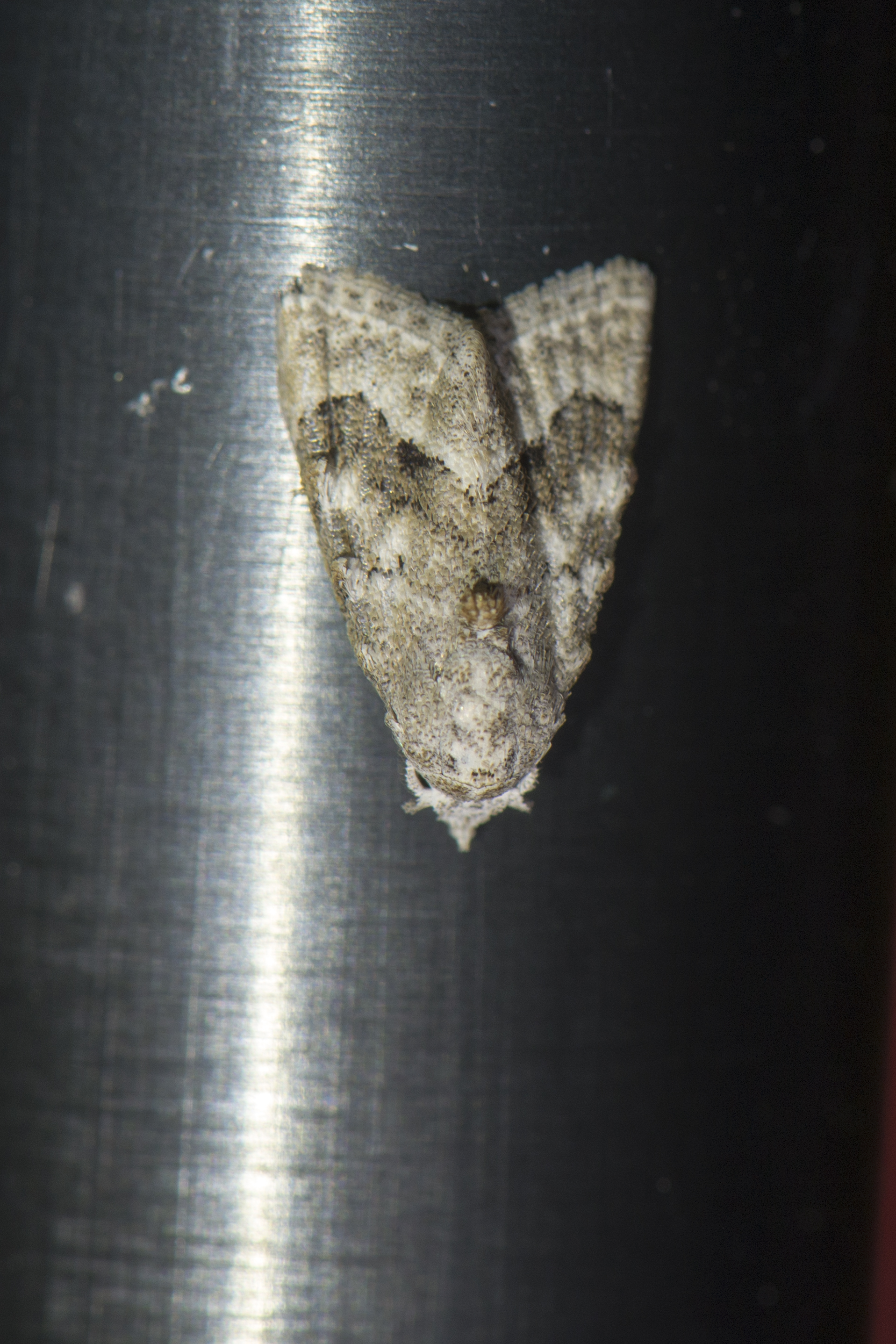
Nola fasciata
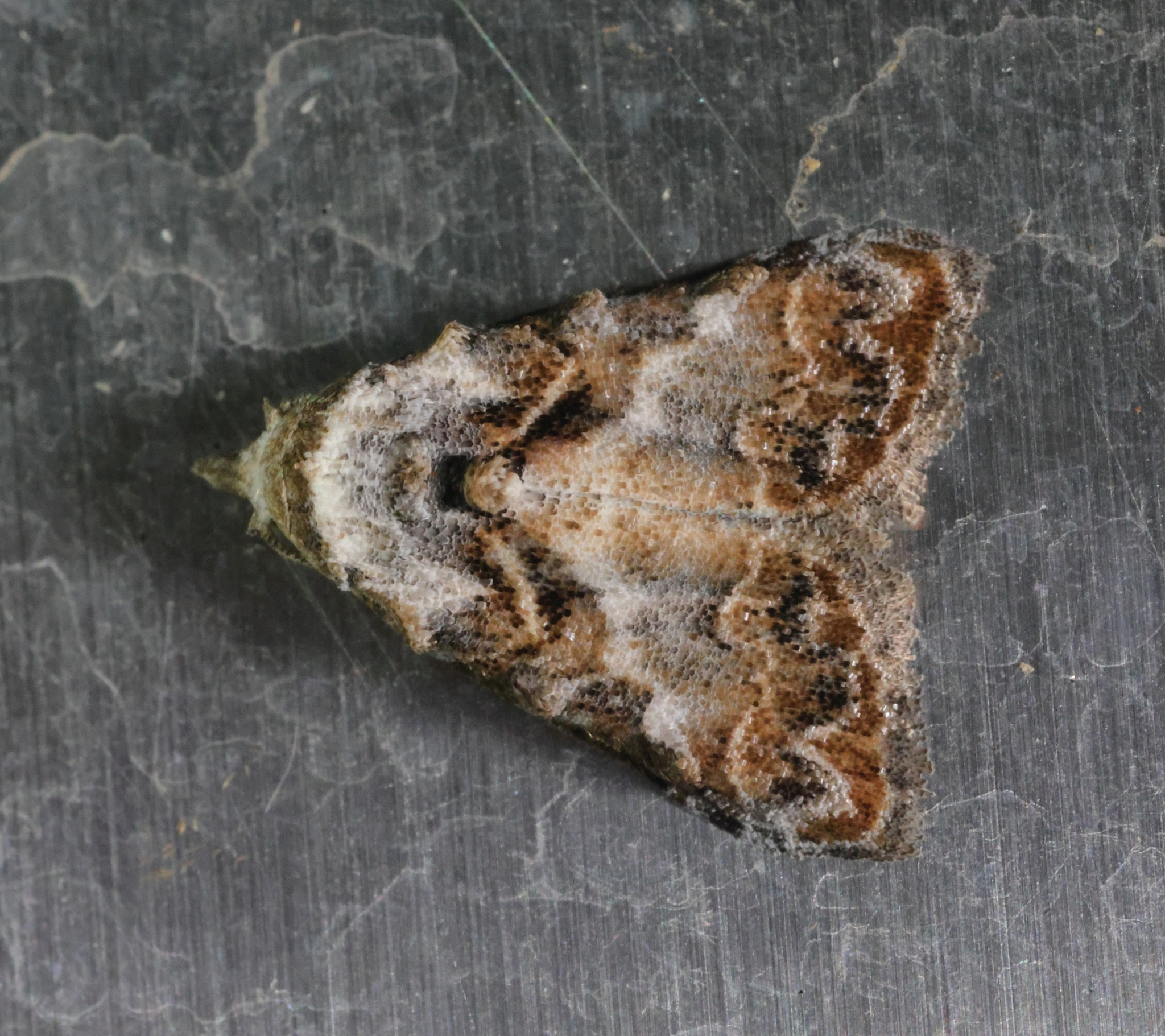
Nola kanshireiensis
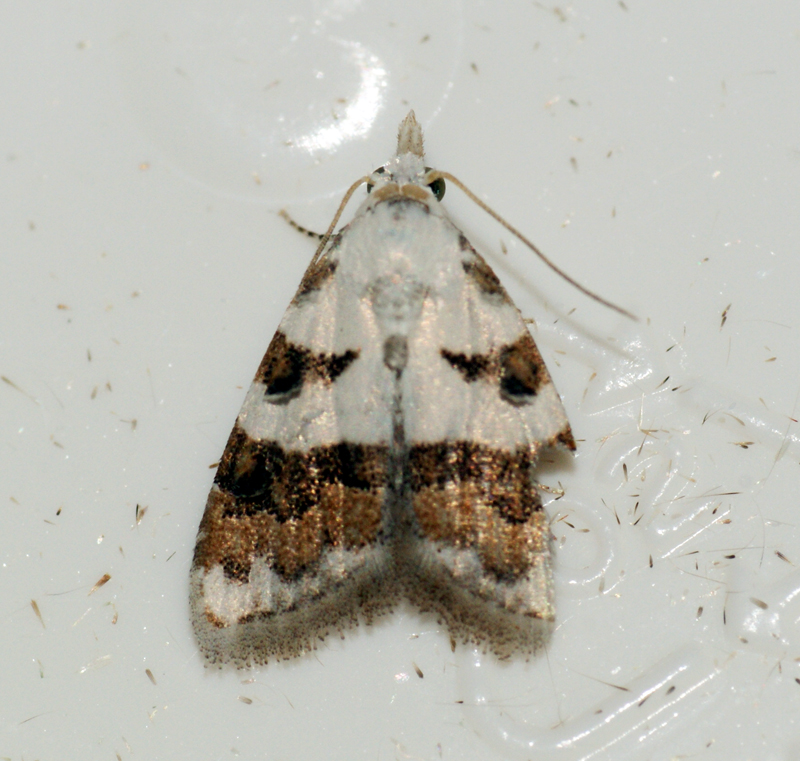
Nola lucidalis
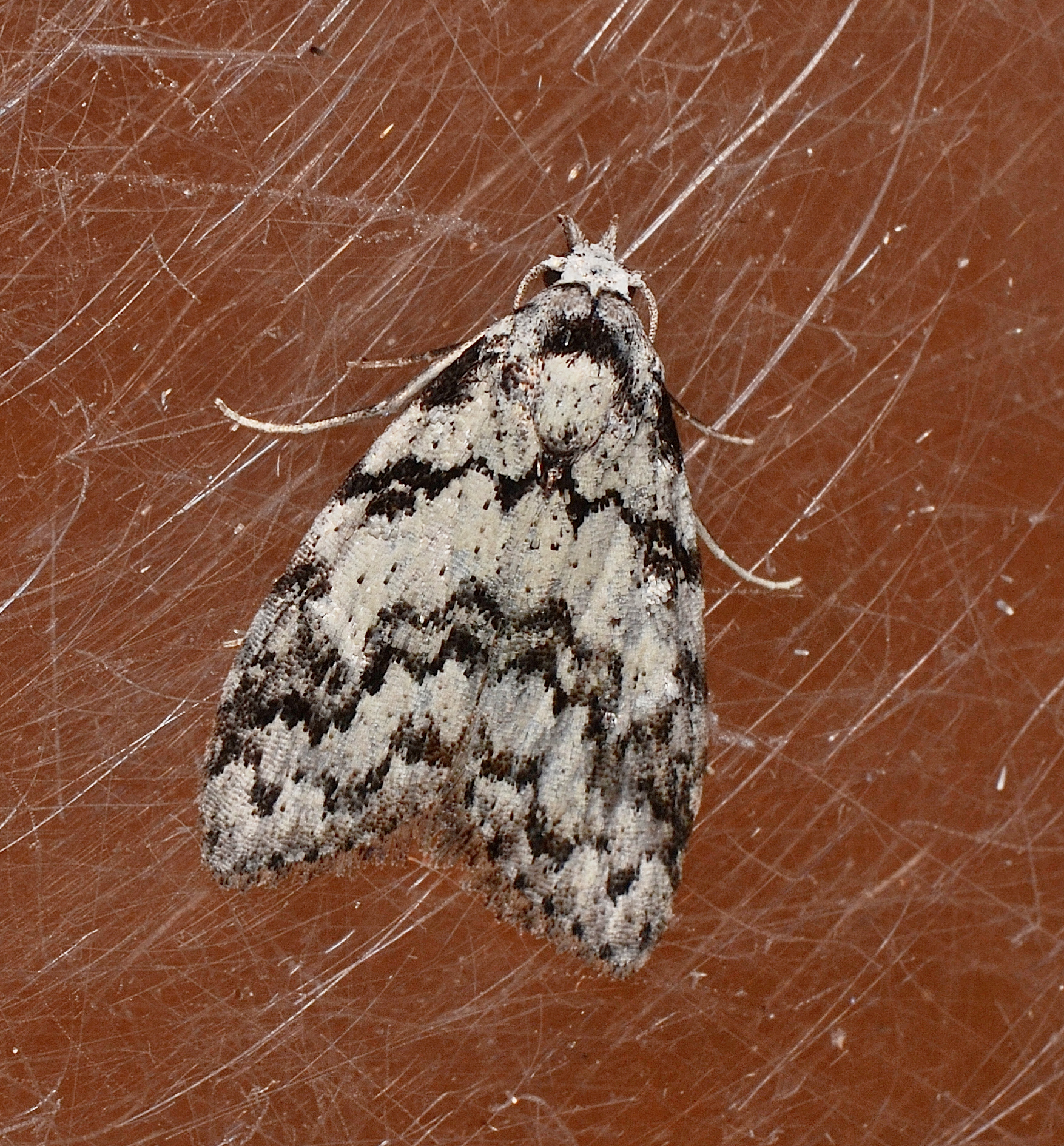
Nola melanogramma
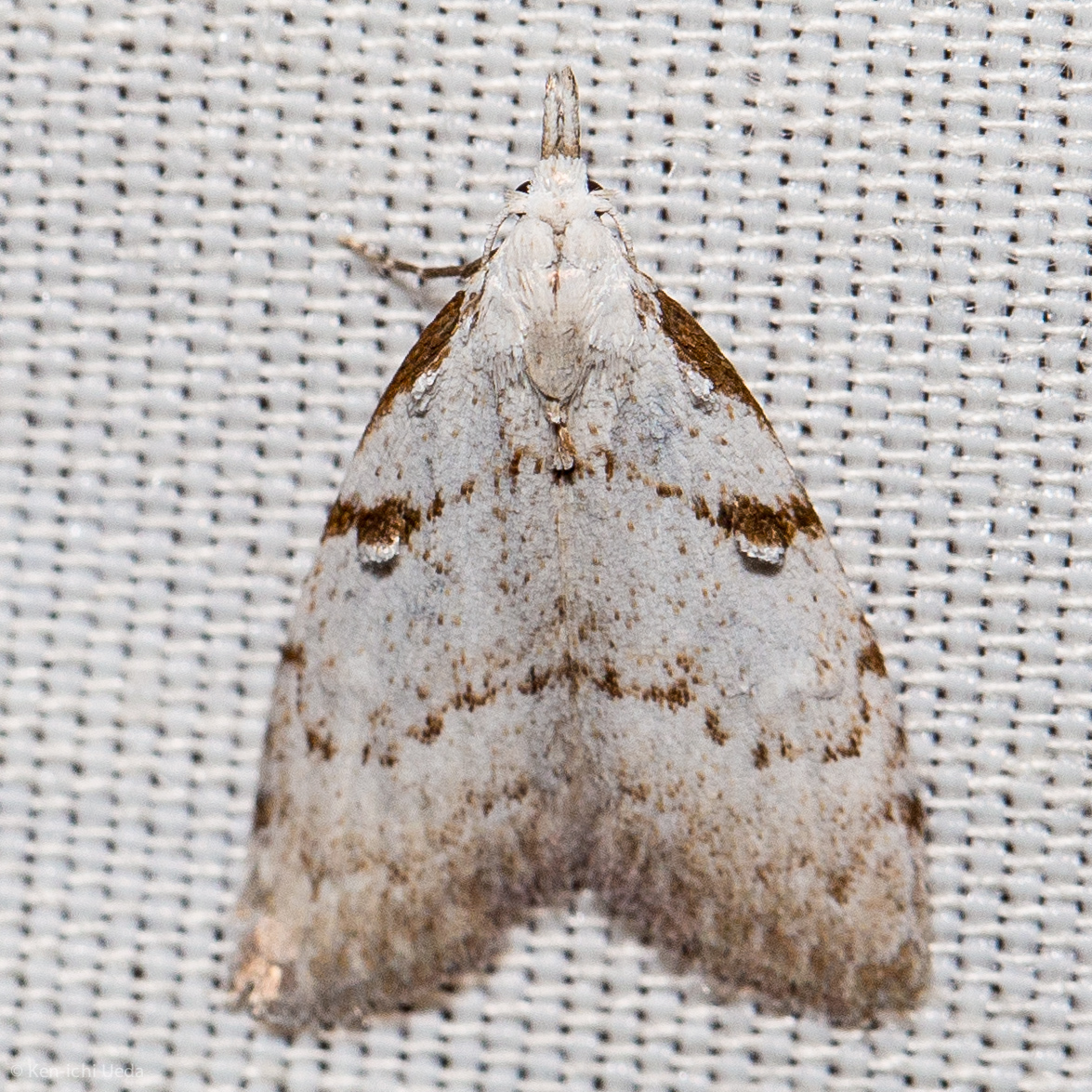
Nola minna
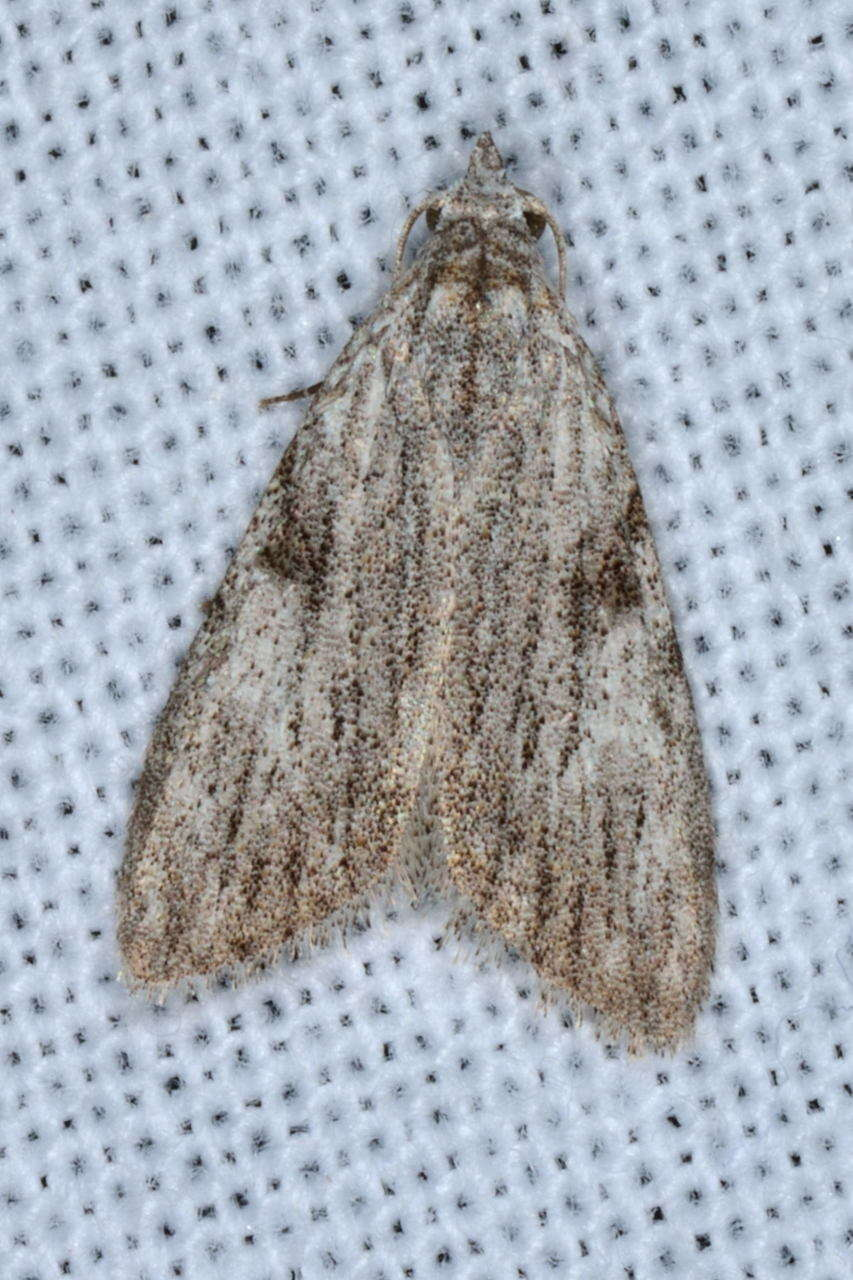
Nola monozona
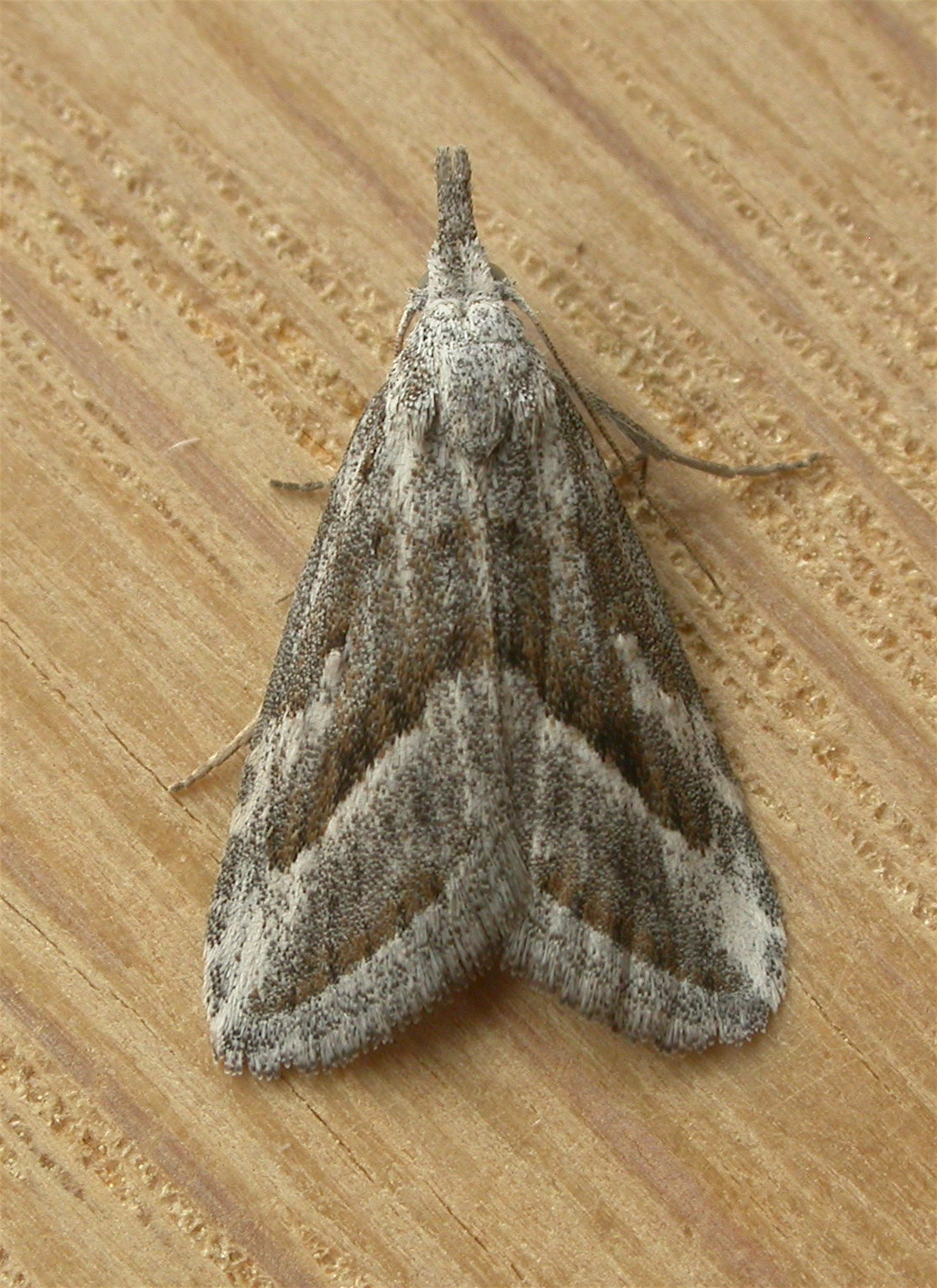
Nola paromoea
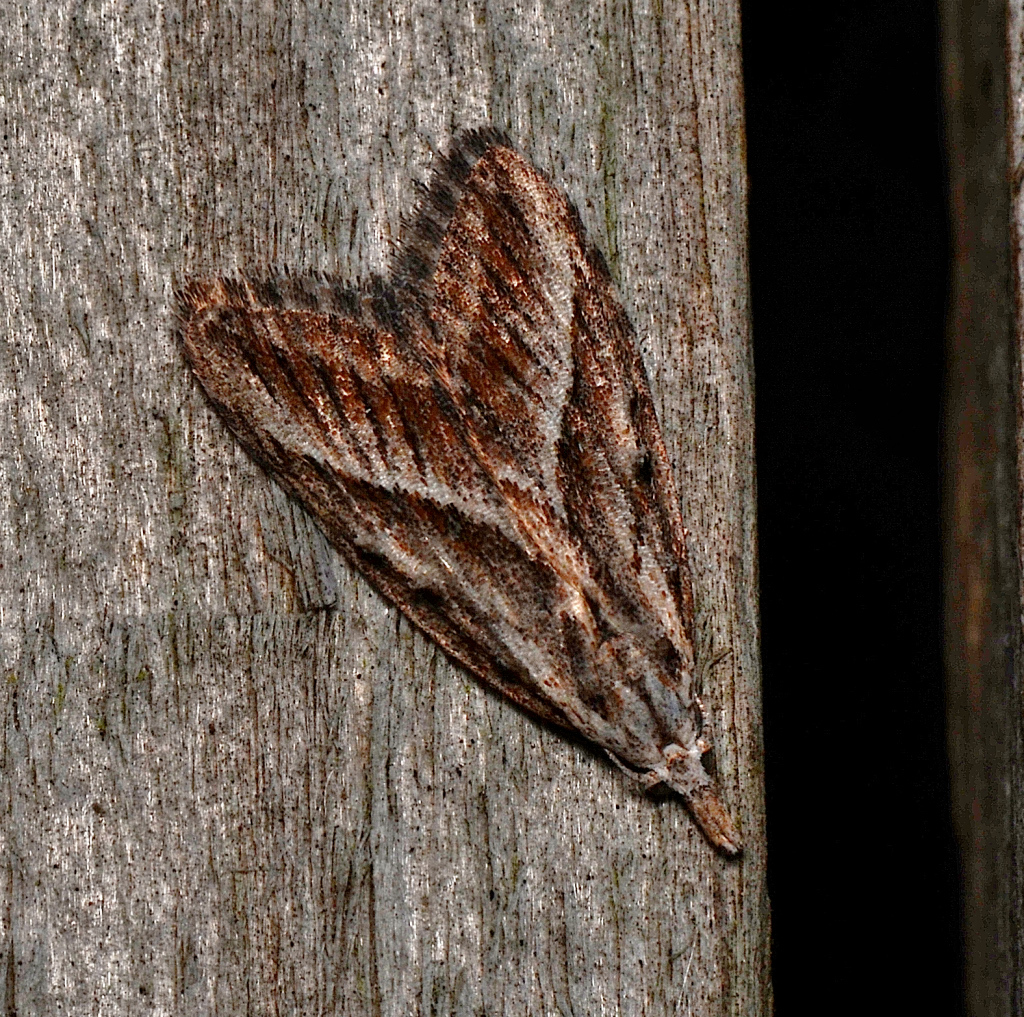
Nola phaeogramma
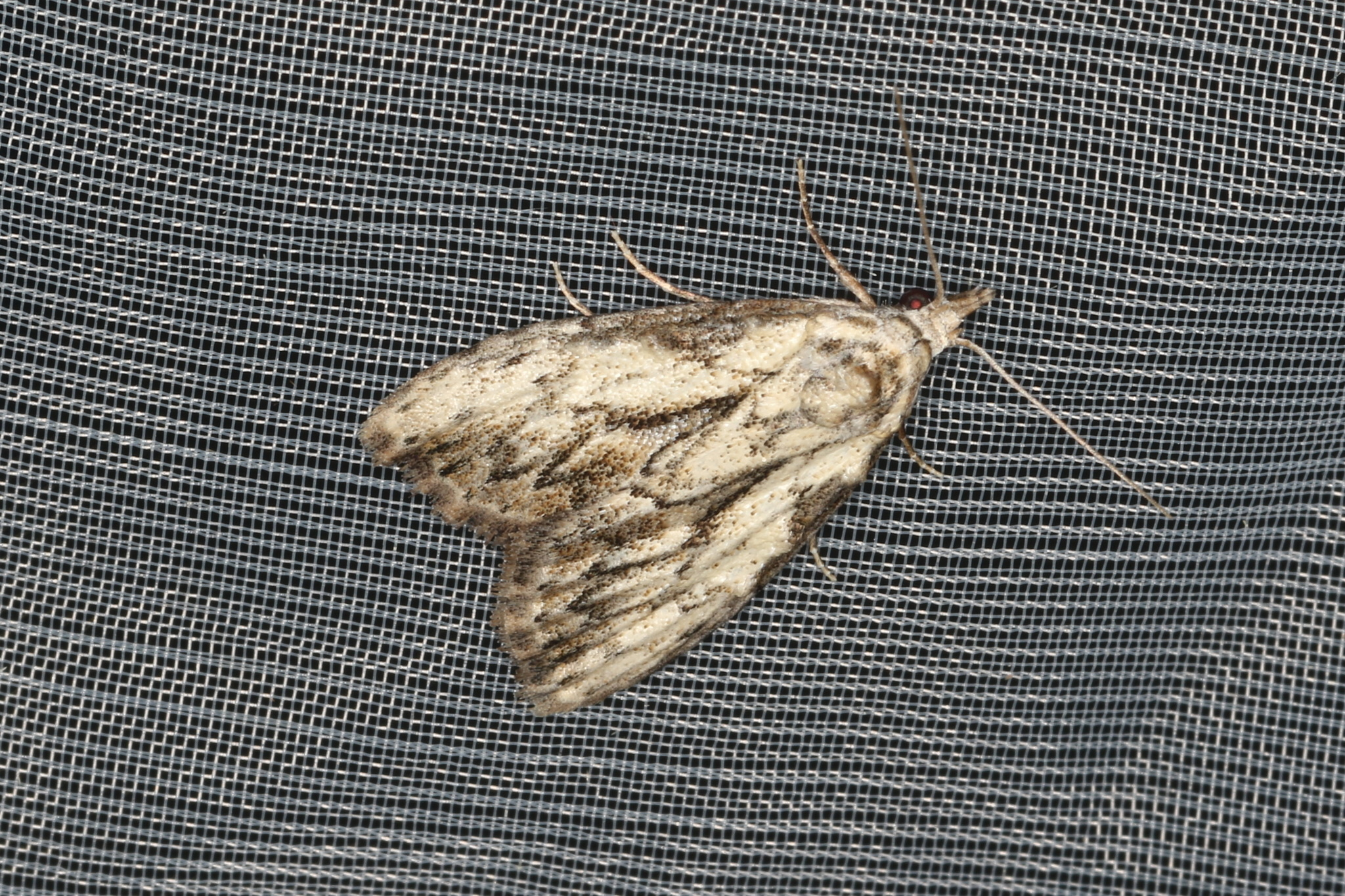
Nola pleurochorda
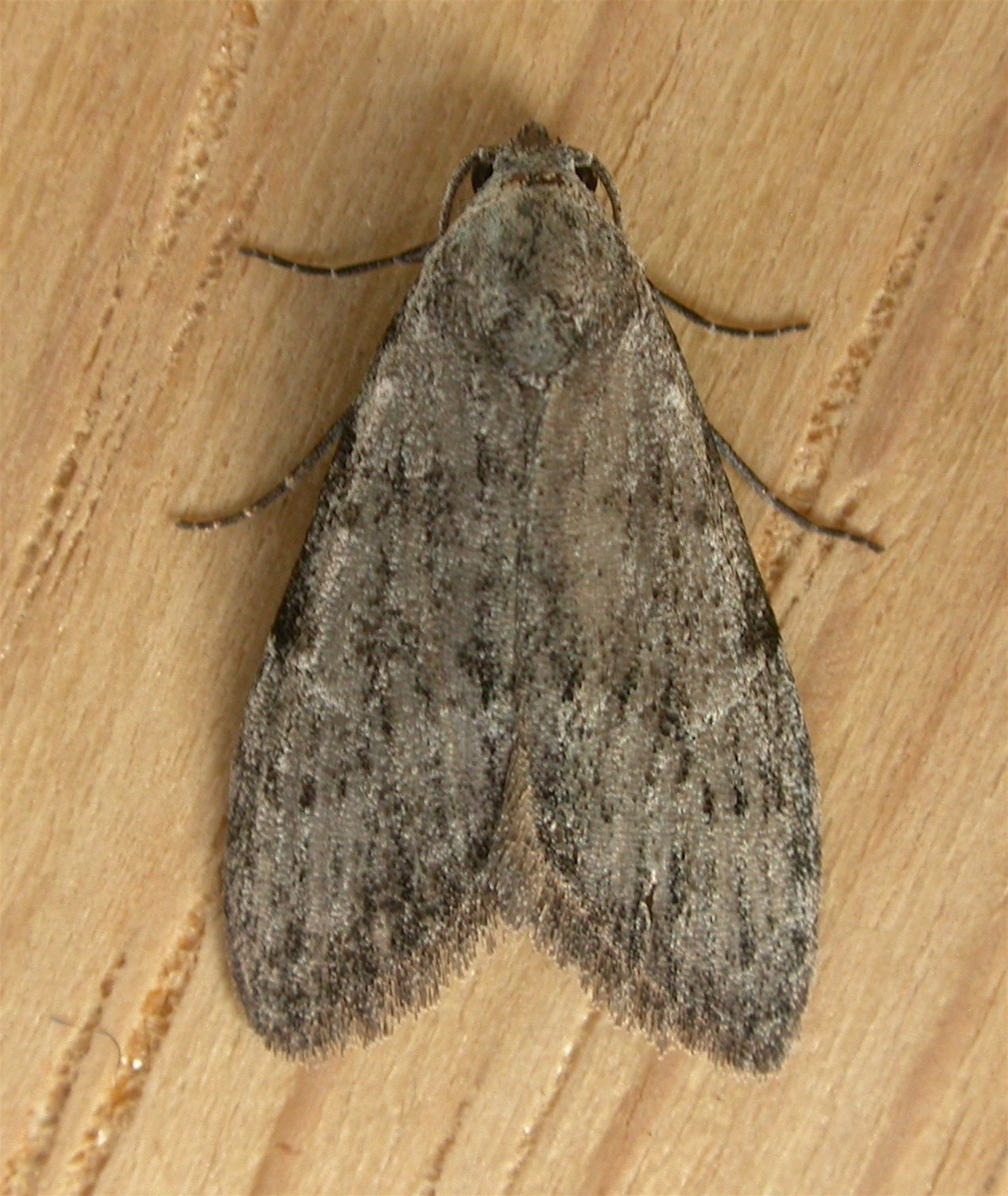
Nola pleurosema
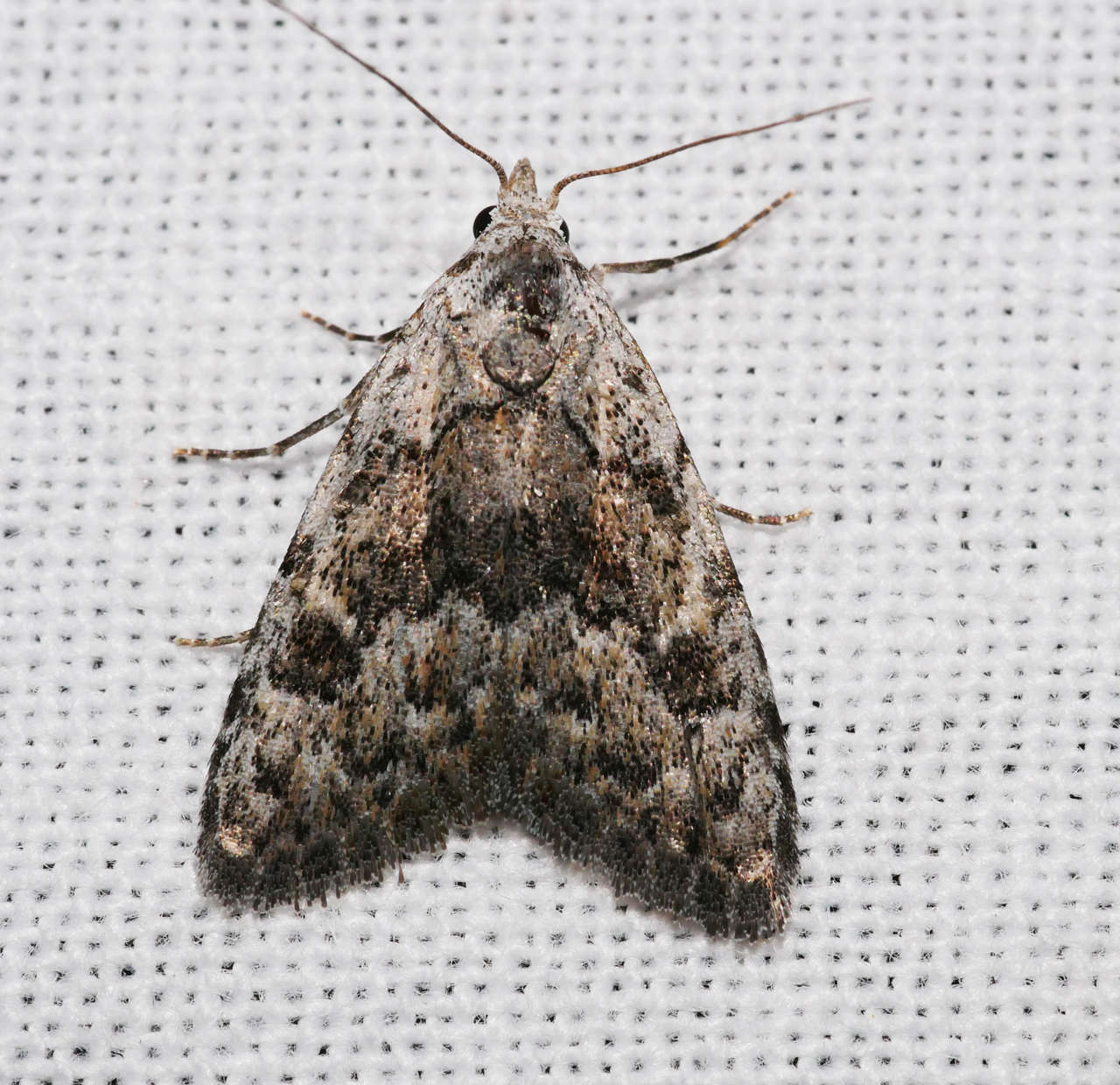
Nola pothina
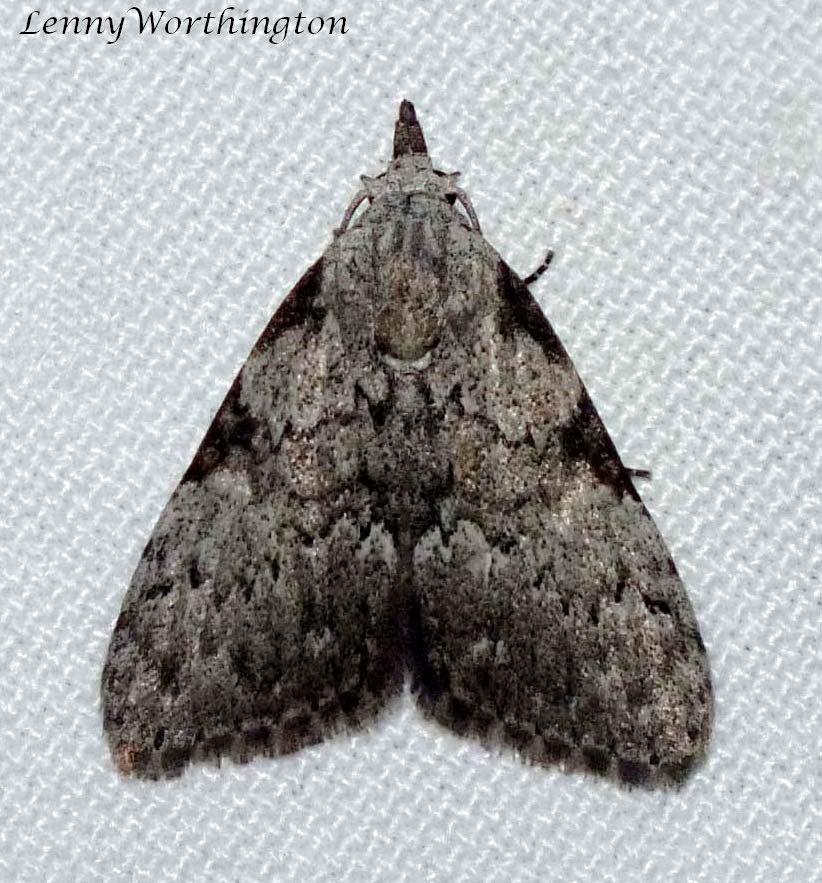
Nola pumila
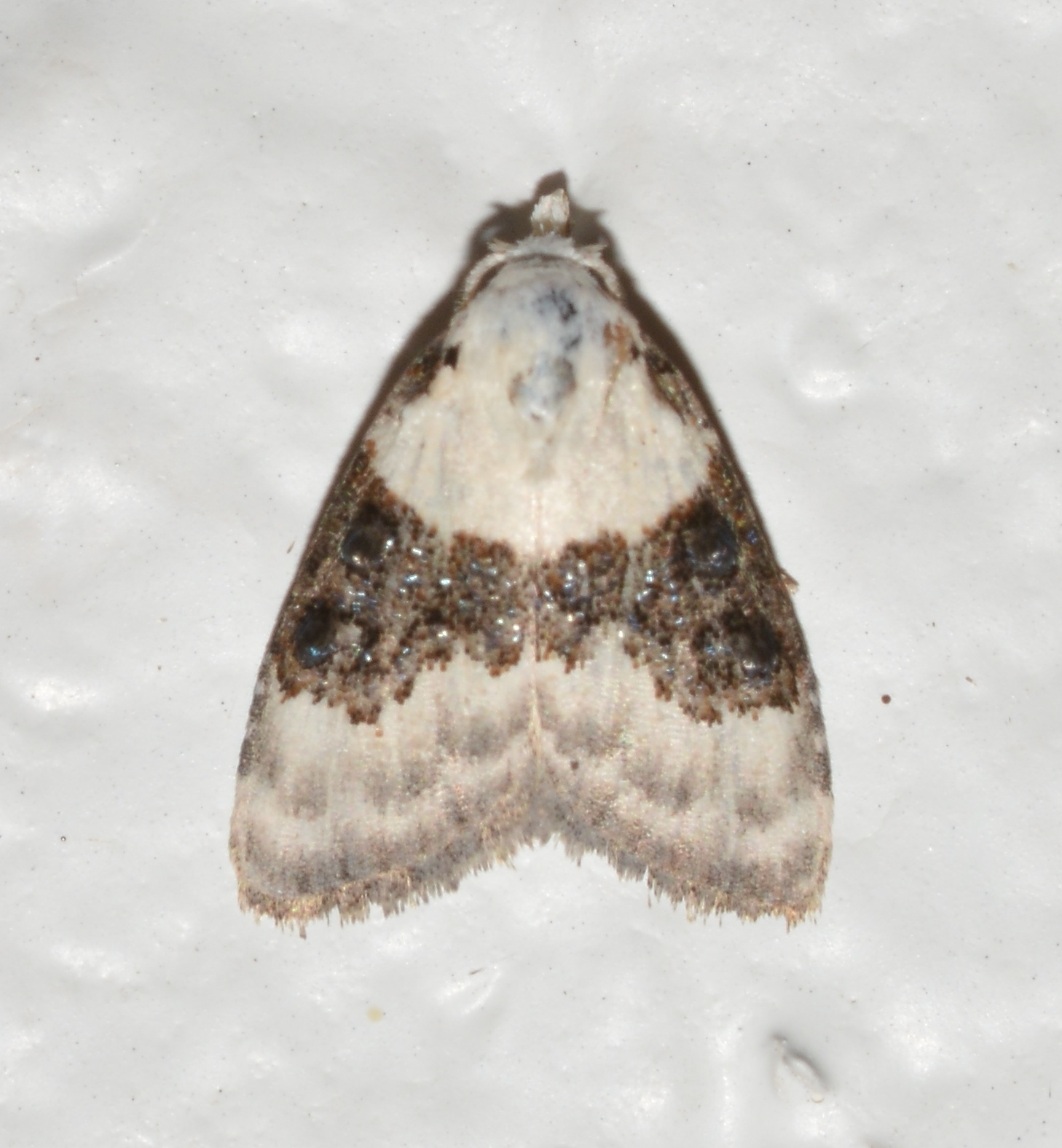
Nola pustulata
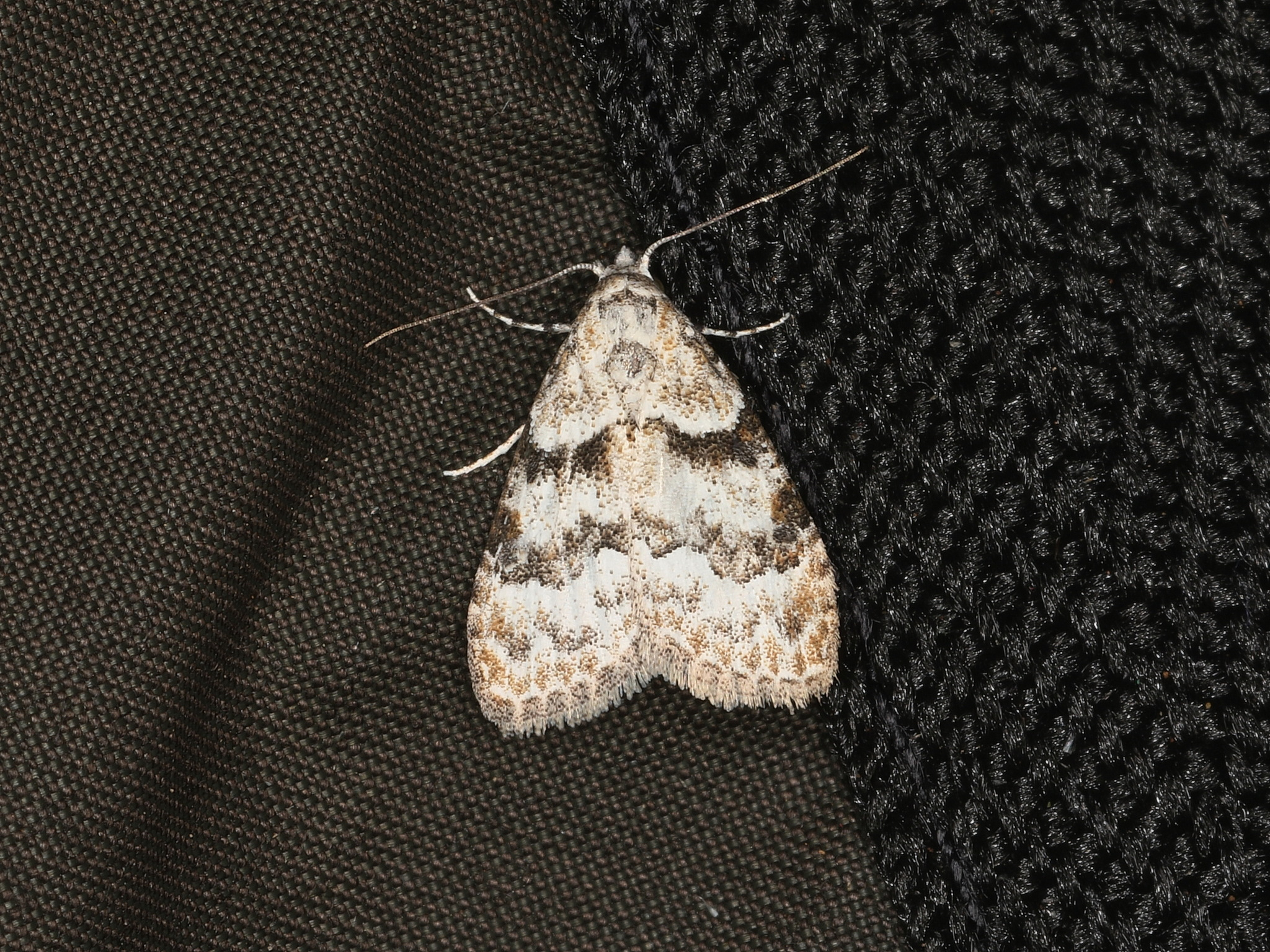
Nola pycnopasta
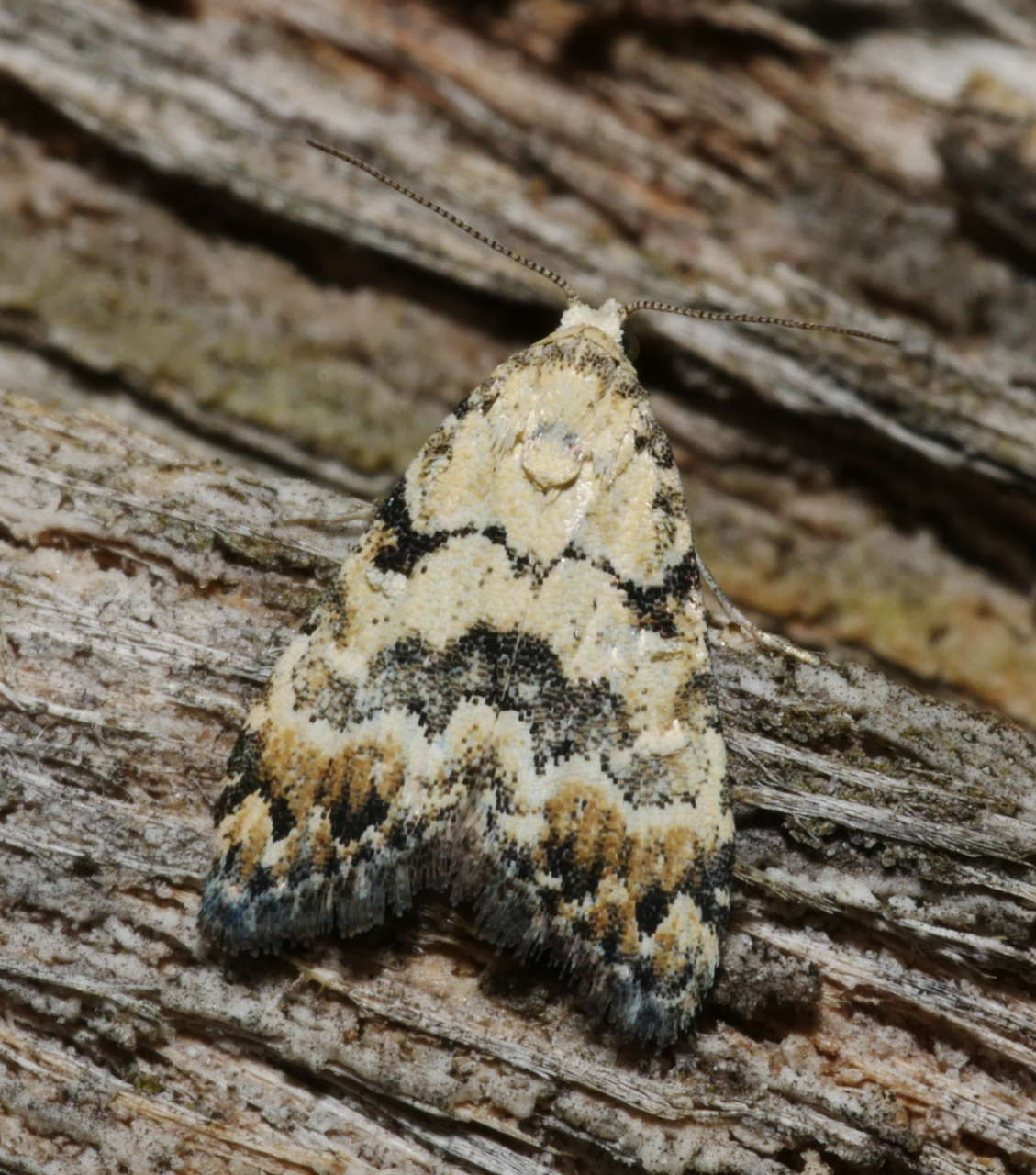
Nola semograpta
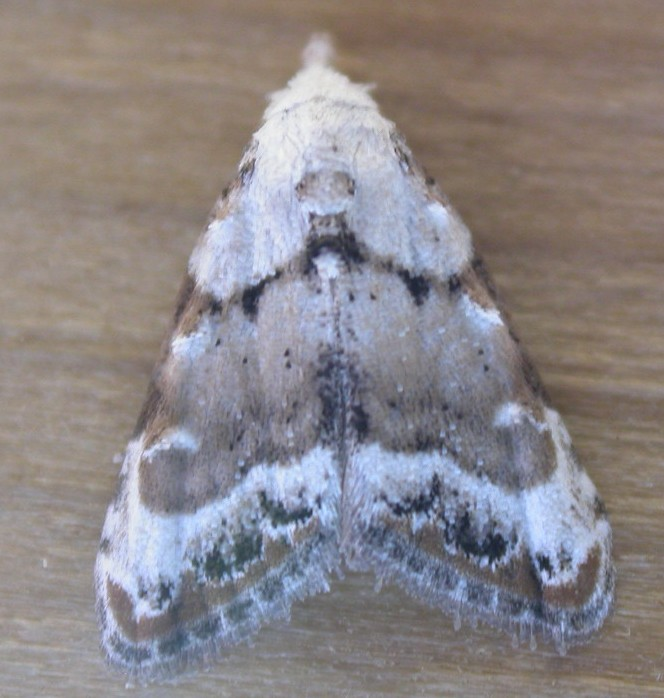
Nola subchlamydula
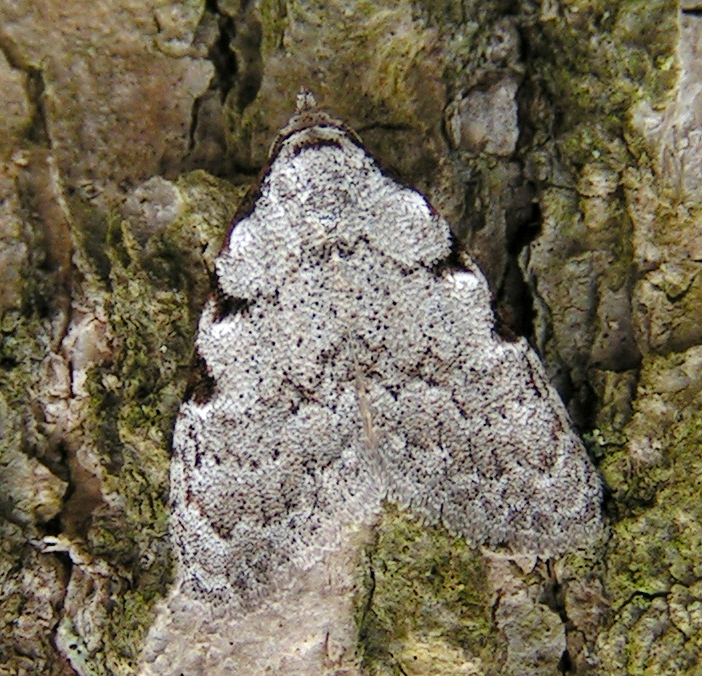
Nola triquetrana
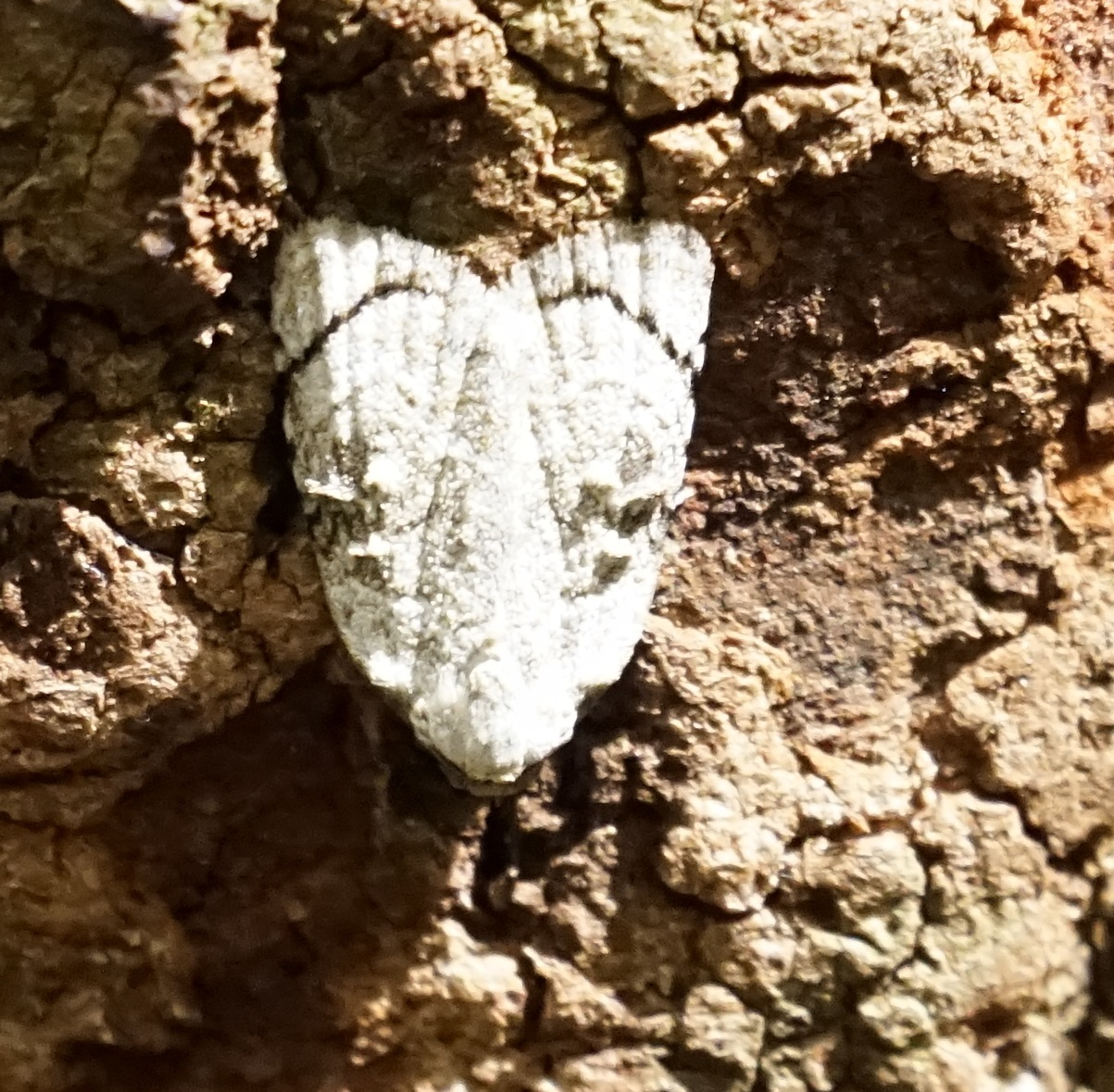
Nola zaplethes